# Dassault Mirage III
Le Mirage III est un avion multirôle conçu par le constructeur aéronautique français Dassault Aviation à la fin des années 1950. C'est le premier avion de combat de conception française et même européenne capable de dépasser une vitesse de Mach 2 en vol horizontal.
Le Mirage III a donné lieu à de nombreuses variantes et a rencontré un succès notable à l'export avec huit pays utilisateurs et 870 exemplaires construits (21 pays utilisateurs et 1 401 exemplaires construits si l'on prend en compte les versions désignées Mirage 5). La Suisse, l'Australie et la Belgique l'ont construit sous licence. Israël a réalisé localement des avions basés sur le Mirage 5 (Nesher et Kfir).
Alors que les premiers Mirage ont été livrés au début des années 1960, de nombreux exemplaires étaient encore en service de par le monde au début du XXIe siècle, soit 40 ans plus tard. Ils ont généralement été largement modernisés. En 2020, il est encore en service dans les Forces aériennes pakistanaises, et pour de nombreuses années encore.

## Conception

### Du MD550 Mystère Delta au Mirage III
Au début de 1953, l'Armée de l'air française établit la fiche technique d'un avion de chasse léger (4 tonnes à vide) pouvant monter à 15 000 mètres en 4 minutes et atteindre Mach 1,3 en palier. Sept constructeurs répondent, notamment Dassault avec le MD 550 Mystère Delta, un petit biréacteur à aile delta propulsé par deux réacteurs Armstrong Siddeley Viper de 795 kgp (devant être construits sous licence sous la désignation MD 30R), et équipé d'une fusée SEPR.66 de 1 500 kgp fournissant une accélération supplémentaire pour la montée. Deux prototypes sont commandés en mars 1954, le second devant être propulsé par deux réacteurs Turbomeca Gabizo de 1 090 kgp et deux fusées de 750 kgp.

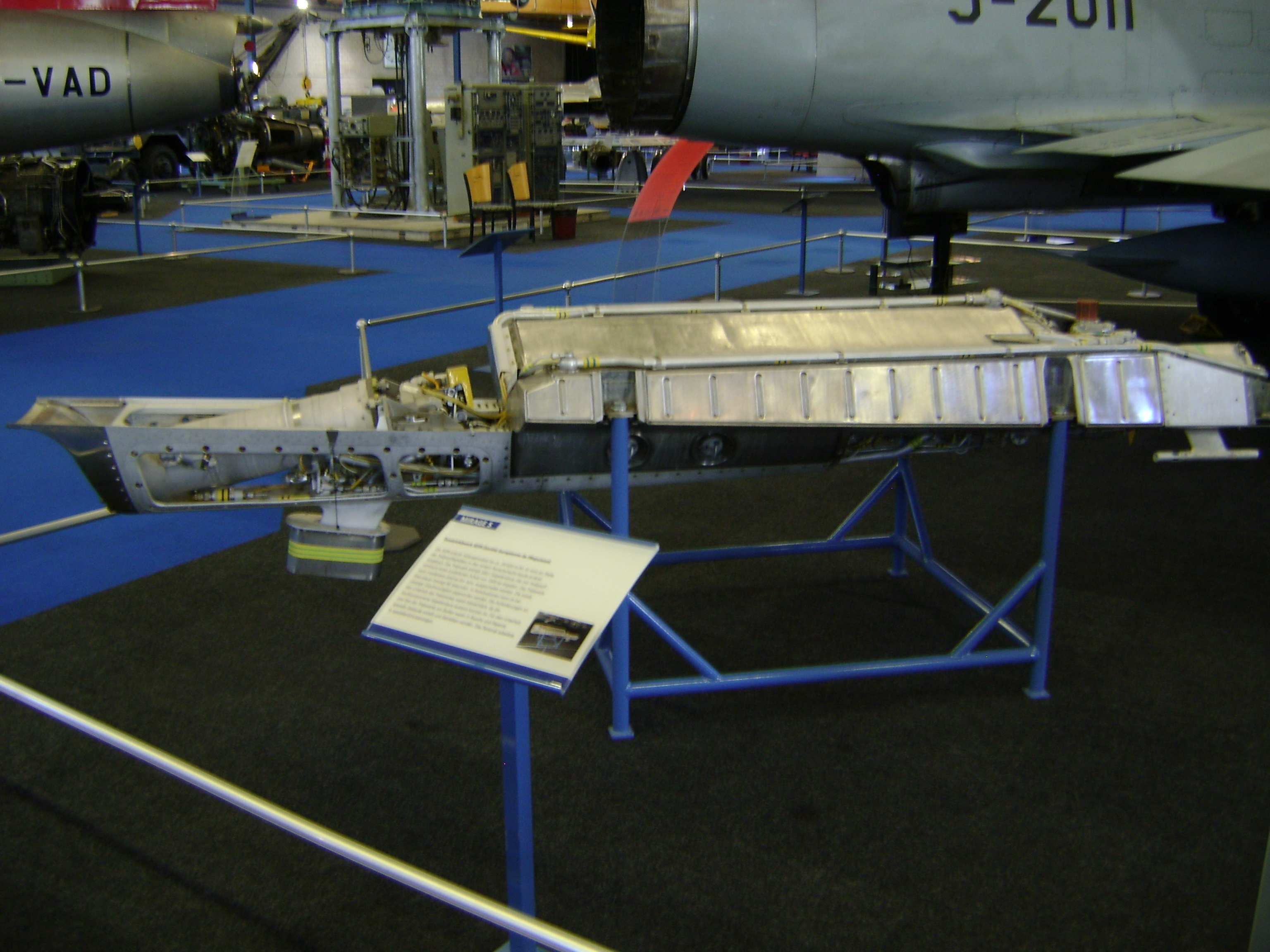
Un propulseur fusée SEPR 841 de Mirage III au Musée suisse de l'aviation et de la DCA.

Le premier vol du MD 550-01 a lieu le 25 juin 1955 et les essais durent six mois, durant lesquels le prototype reçoit quelques modifications et atteint Mach 1,3 en vol horizontal et Mach 1,6 avec le moteur-fusée à ergols liquides SEPR 66. En février 1956, l'avion reçoit la nouvelle désignation de Mirage. En juillet 1956, l'Armée de l'air modifie son appel d'offres et abandonne le développement des prototypes. Le MD 550-02 restera inachevé, mais Dassault finance malgré tout sur ses fonds propres un MD 550-03 qui reprend la voilure du 02 avec un fuselage rendu conforme à la loi des aires et un réacteur SNECMA Atar 101-G de 4 400 kgp. Ce MD 550-03 est désigné Mirage III, le 02 recevant rétrospectivement la désignation Mirage II et le 01 celle de Mirage I.
Le premier vol du prototype Mirage III 001. a lieu le 17 novembre 1956. Au cours de son dixième vol, il atteint ponctuellement la vitesse de Mach 1,52, limite supérieure contrainte par la forme des entrées d'air. En juillet 1957 les entrées d'air sont équipées d'une paire de diffuseurs de choc à demi-cône mobiles (ou « souris ») à commande manuelle, qui peuvent être déplacés vers l'avant à mesure que le nombre de Mach augmente, et garantir ainsi que le choc oblique du fuselage reste à l'extérieur de la lèvre d'admission. Leur ajout permet d'atteindre Mach 1,65 en vol horizontal le 19 septembre 1957, vitesse accrue à Mach 1,8 grâce à l'utilisation de la fusée supplémentaire SEPR 66 (celle équipant le Mirage I).

### Du prototype aux avions de série

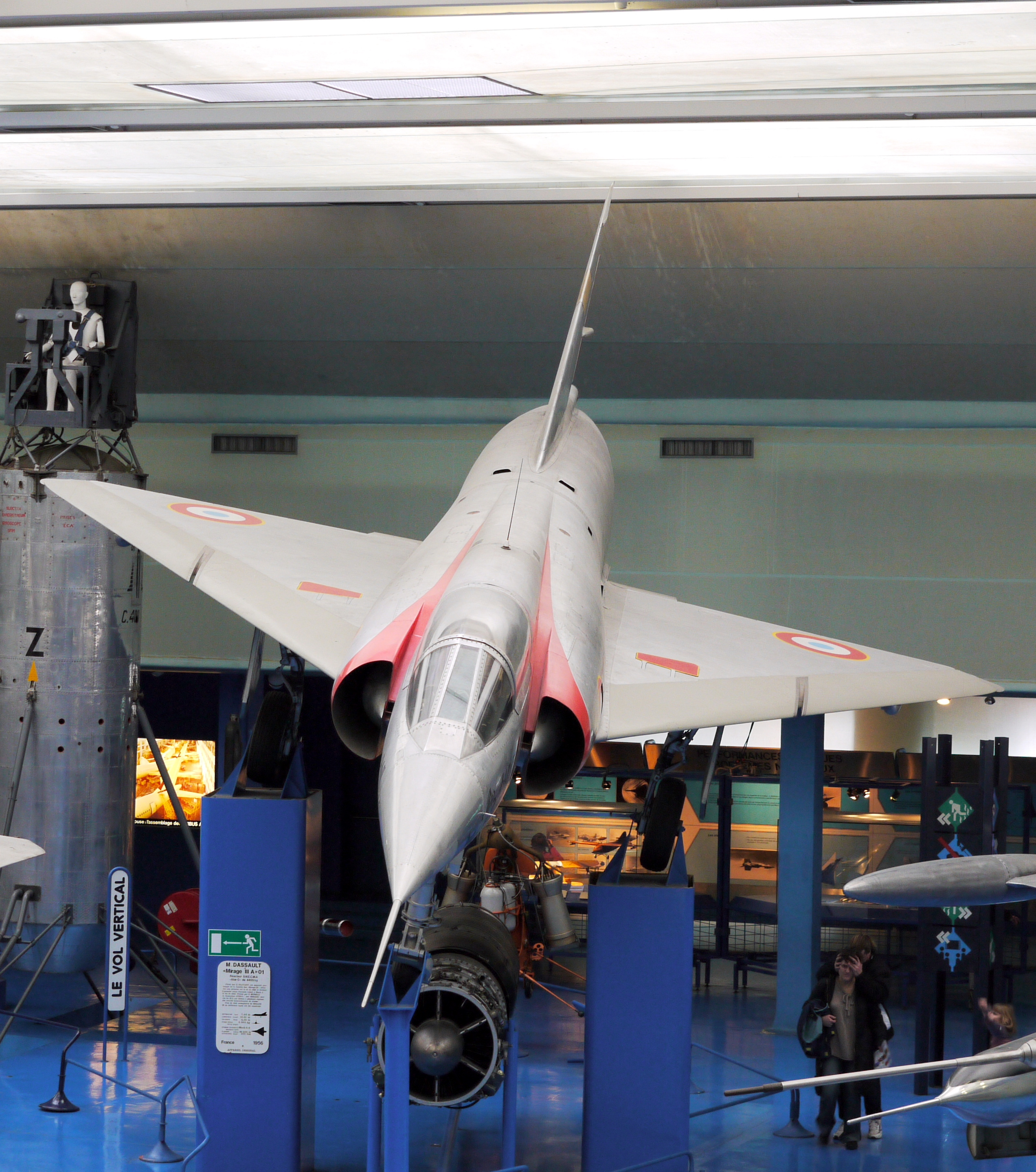
Le Mirage III A 001 conservé au Musée de l'Air et de l'Espace du Bourget. C'est le 1er avion européen à atteindre Mach 2 le 24 octobre 1958.

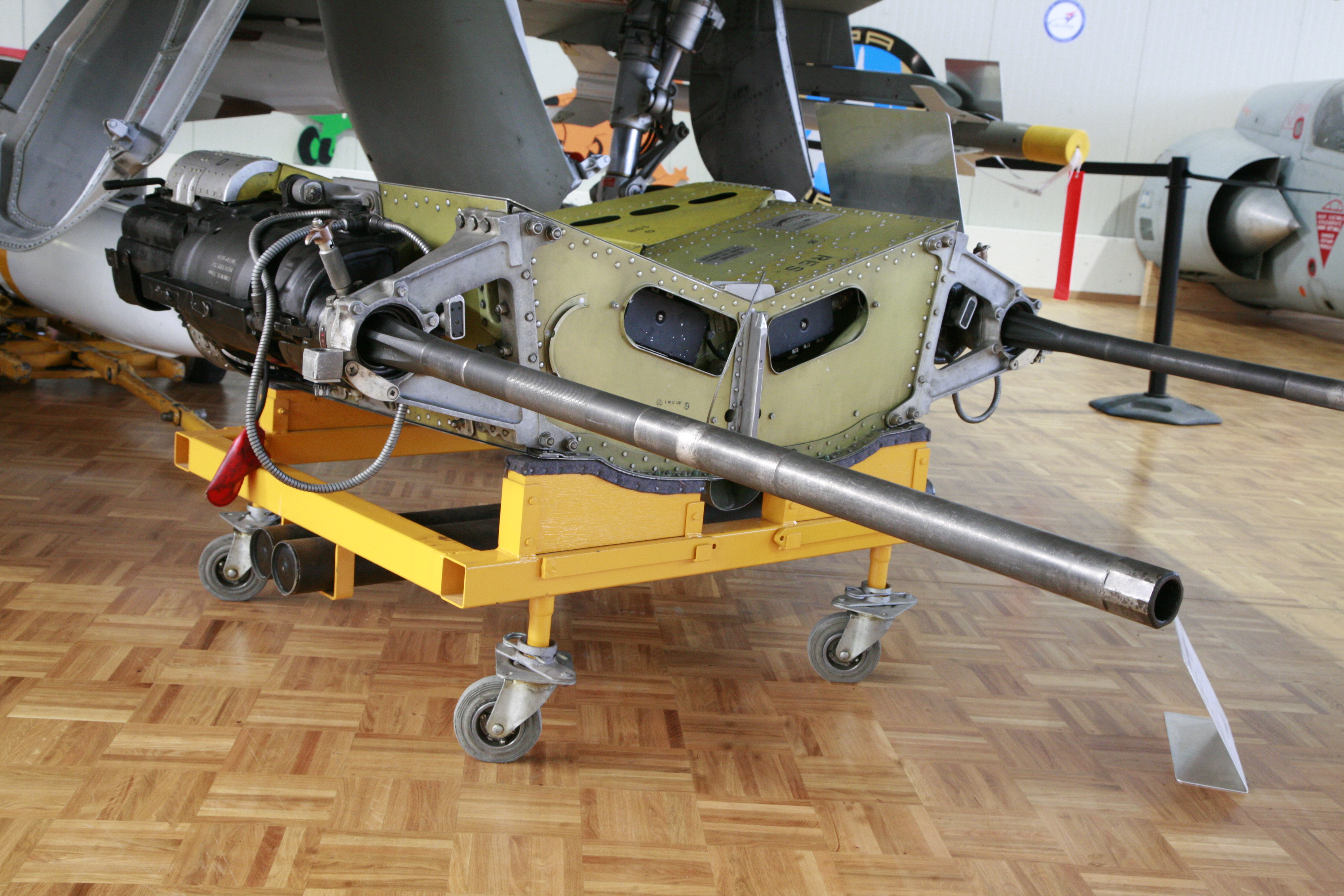
Canon DEFA 30 mm en montage jumelé sur Mirage III au Musée de l'aviation militaire de Payerne (Suisse)

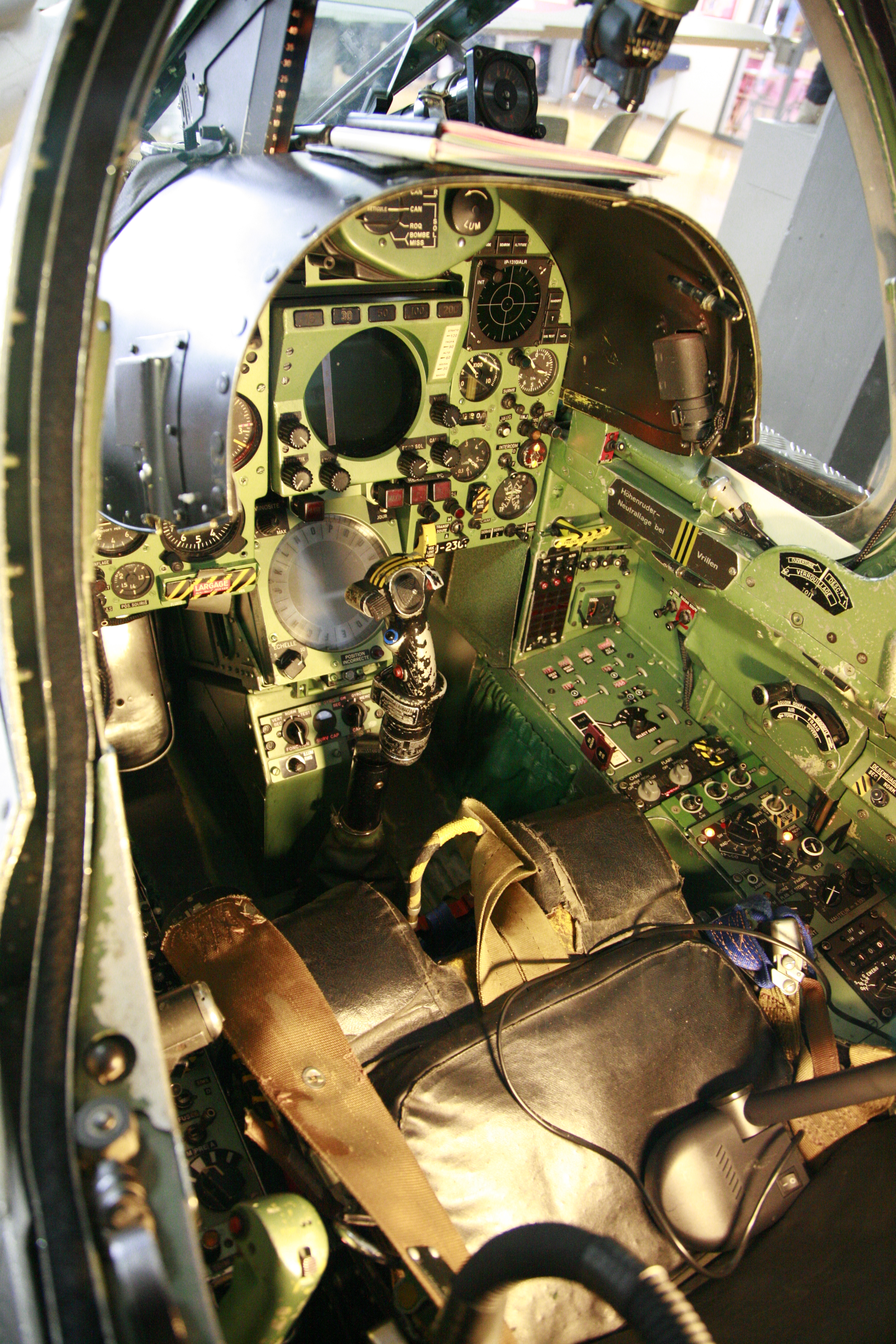
Cockpit d'un simulateur Mirage IIIS au Musée de l'aviation militaire de Payerne (Suisse)

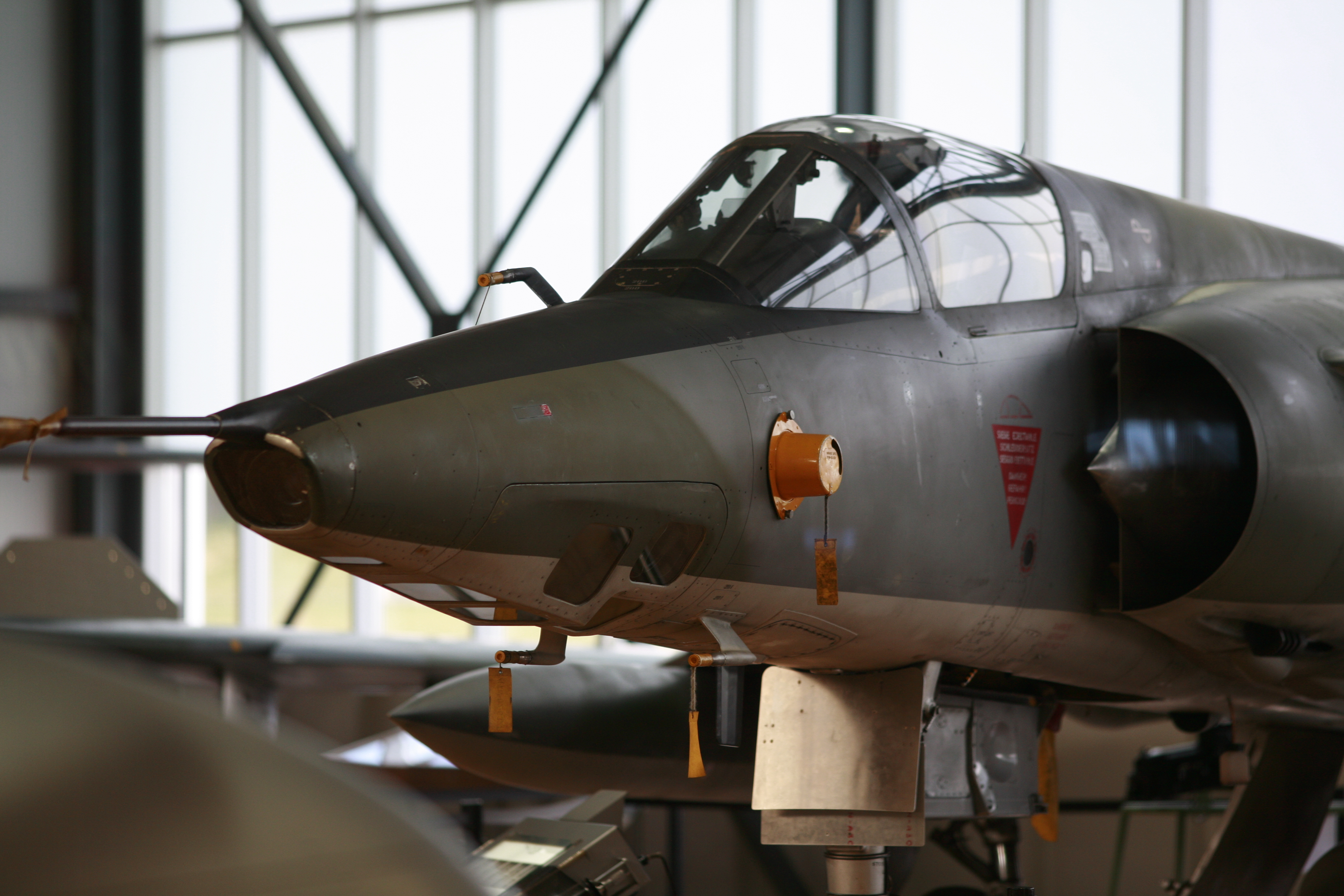
Nez du Mirage IIIR : plus fin que celui du chasseur, comporte plusieurs ouvertures vitrées pour les caméras moyenne résolution (Musée de l'aviation militaire de Payerne).

Dès le mois de mai 1957, dix avions de présérie avaient été commandés. Désignés Mirage IIIA, ces avions sont légèrement plus grands pour permettre de loger tous les équipements nécessaires : le fuselage est allongé de 1,40 mètre et l'envergure augmentée de 0,64 mètre. Le premier exemplaire de présérie, le A 001, fait son envol le 12 mai 1958. Il atteint Mach 2 le 24 octobre 1958 piloté par Roland Glavany. Au cours des essais, l'avion atteindra finalement Mach 2,2 (en utilisant la fusée SEPR d'accélération) et devient ainsi le premier avion de conception européenne capable de dépasser Mach 2 en vol horizontal.
Pendant la phase d'essais, chacun des dix exemplaires participe à une phase particulière du programme, afin d'accélérer la mise au point. En juin 1959, le Mirage IIIA numéro 3 établit un nouveau record de vitesse en circuit fermé de 100 km. Un accident causera la perte du numéro 5 en octobre 1960.
La production en série se décline en 4 versions principales et atteint jusqu'à 20 unités par mois. Elle est alors répartie entre Dassault GAMD comme maître d'oeuvre et plusieurs coopérants et sous-traitants dont la SNCAN, SNECMA, les Avions Louis Breguet et Hispano-Suiza :
- Mirage III B (biplace d'entraînement, premier vol le 20 octobre 1959)

Le fuselage est allongé de 58 cm pour installer un second siège, et il n'emporte ni canons ni radar. Après l'apparition du Mirage IIIE, cette version sera remplacée par le Mirage IIIBE équipé du radar de navigation mais toujours sans radar de tir, reconnaissable à son nez effilé.
- Mirage III C (interception, premier vol le 9 octobre 1960)

Version équipée d'un radar de tir Cyrano I bis et du réacteur Atar 9B de 6 000 kgp. Les livraisons commencent en juillet 1961 et le premier escadron est déclaré opérationnel en janvier 1962. L'avion souffre cependant de quelques défauts de jeunesse, notamment un train d'atterrissage un peu fragile, ce qui entraîne plusieurs interdictions de vol temporaires. Deux points d'emport supplémentaires seront par la suite ajoutés sous les ailes. Sur 95 appareils livrés à l'Armée de l'air française, 55 ont été détruits ou réformés à la suite d'accidents en environ 25 ans. 
Son armement initial est limité aux deux canons de 30 mm Defa 552 avec 125 obus chacun, permettant 6 à 7 secondes de tir continu (une rafale d'une seconde représente 250 m parcourus pour 40 obus de 240 à 300 grammes contenant 50 à 70 g d'explosifs à des distances supérieures à 1 000 m), un missile AS-30 ou des bombes de 400 kg, deux paniers de roquettes JL100 de 18 roquettes SNEB de 68 mm chacun et peut être équipé d'une bombe nucléaire tactique (américaine par défaut, l'arsenal nucléaire français n'étant alors pas construit).
- Mirage III E (attaque au sol tous temps à basse altitude, premier vol le 5 avril 1961)

Le fuselage est allongé de 30 cm pour augmenter la taille du compartiment avionique et la capacité en carburant. Un radar Doppler de navigation est installé sous le poste de pilotage, couplé à une centrale de navigation et un récepteur TACAN. Le radar de tir est un Cyrano II avec des modes air-sol. Le réacteur est un Atar 9C de 6 200 kgp avec une nouvelle tuyère.
- Mirage III R (reconnaissance, premier vol le 31 octobre 1961)

Il dispose du fuselage allongé du III E mais pas de son radar de navigation, tandis que le nez accueille cinq caméras optiques OMERA qui peuvent être employées de jour comme de nuit. Les canons ne sont pas montés en temps normal, mais peuvent être installés si nécessaire. Une version Mirage III RD équipée du radar de navigation apparaît dans la seconde moitié des années 1960.
Si les premiers exemplaires sont évidemment destinés à l'Armée de l'air française, les commandes à l'export ne tardent pas. Les victoires obtenues par les Mirage III israéliens font une publicité supplémentaire à l'avion. À la fin des années 1960 apparaît le Mirage 5, une version simplifiée destinée initialement à l'attaque au sol par temps clair.

## Utilisateurs

### Afrique du Sud

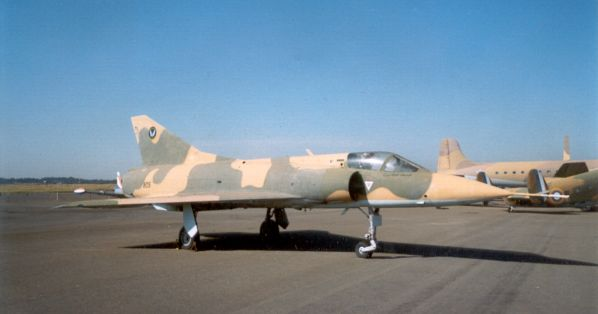
Un Mirage IIICZ sud africain.

L'Afrique du Sud reçoit ses premiers Mirage III fin 1962 et, dix ans plus tard, se trouve équipée au total de trois Mirage III BZ (biplaces), 16 Mirage III CZ (monoplaces), 14 Mirage III DZ (biplaces), 17 Mirage III EZ (monoplaces), et 8 Mirage III RZ (monoplaces). Les 15 derniers avions livrés (désignés Mirage III D2Z et R2Z) auraient été équipés d'un réacteur Atar 9K50.
Ne pouvant remplacer ces avions en raison de l'embargo total sur les armes imposé par l'ONU, l'Afrique du Sud charge les ingénieurs de la société locale Atlas de les moderniser au début des années 1980. Ce programme de modernisation donne naissance au Cheetah.
À l'exception des avions transformés en Cheetah, tous les Mirage III sont retirés du service en 1990.

### Argentine

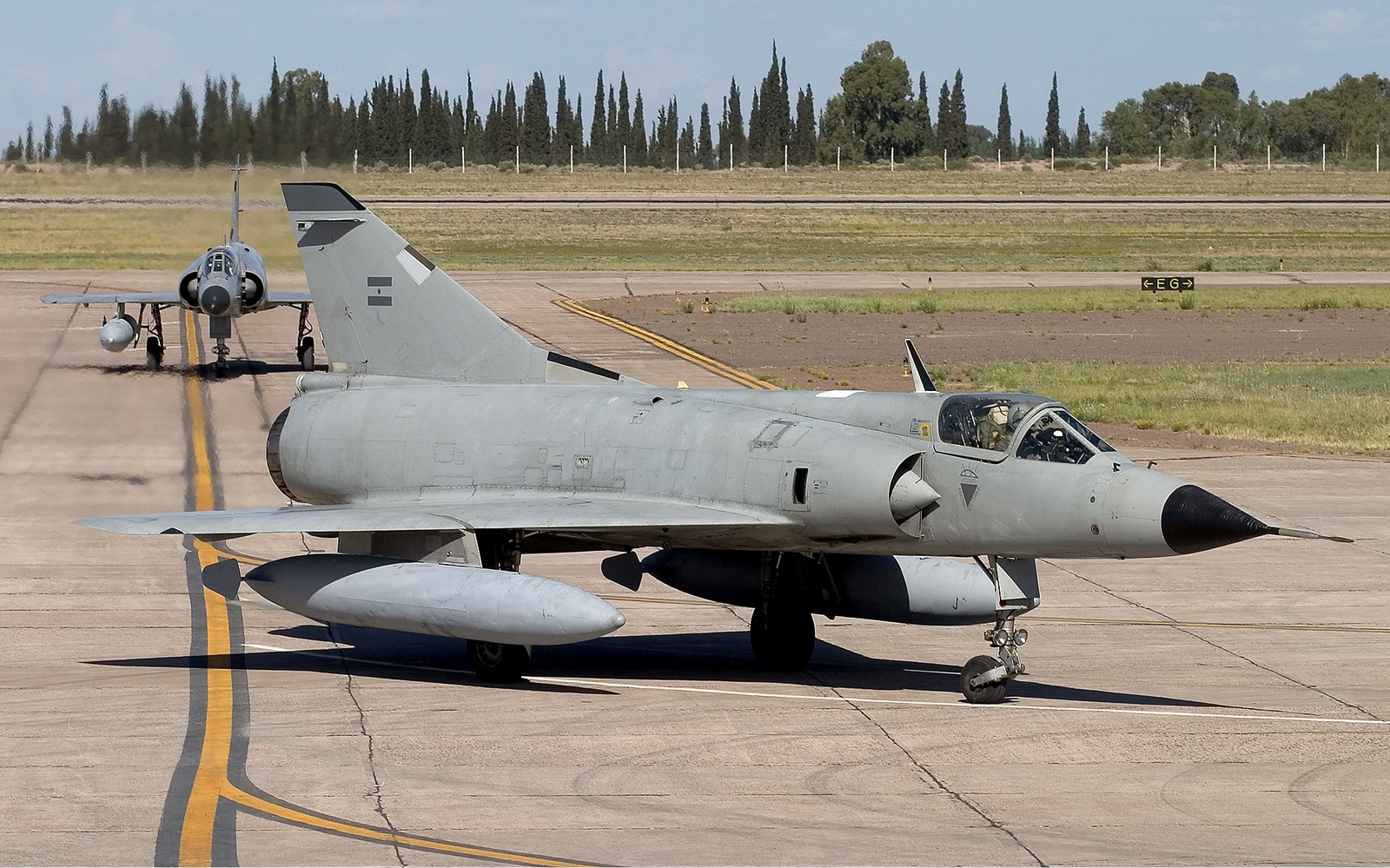
Deux Mirage IIIEA argentins en 2005.

L'Argentine a commandé un premier lot de dix Mirage III EA monoplaces et de deux Mirage III DA biplaces le 14 juillet 1970 qui ont été livrés à partir du 21 aout 1972 à la Force aérienne argentine. Un second lot de sept Mirage III EA commandé en 1977 permit donc d'atteindre un total de 17 Mirage III EA. En remplacement de perte par accident, un troisième Mirage III DA sera commandé et livré en décembre 1979, et enfin un quatrième Mirage III DA sera finalement perçu en février 1980. Il n'y eut plus de commande faite à la France après cela.
Mais afin de se renforcer, la FAA signa le 10 août 1978 un contrat avec Israël pour la livraison de 24 IAI Nesher monoplaces (C-401 à C-424) et 2 biplaces (C-425 et C-426). Ces avions sont appelés Dagger par les Argentins. Le premier vol eut lieu le 9 novembre de la même année. Pour se renforcer encore, la FAA acheta un deuxième lot de Nesher / Dagger, soit 11 monoplaces et 2 biplaces. Ils furent livrés par bateau le 29 mai 1981. Le nombre total de Dagger atteint alors 35 monoplaces et 4 biplaces.
Durant la guerre des Malouines, Mirage et Nesher restèrent basés en Argentine et effectuèrent des missions en extrême limite de leur rayon d'action. Le 1er mai 1982, une patrouille de deux appareils envoyée en interception affronte deux Sea Harrier : un se fait abattre par un missile AIM-9L, le pilote s'éjecte et sera récupéré plus tard, et le second est abattu par un tir ami lorsqu'il tente de se poser à Port Stanley à court de carburant, son pilote est tué.
Le Pérou, en soutien du conflit de l'Argentine contre la Grande-Bretagne, livra le 4 juin 1982 10 de ses Mirage 5P. Ceux-ci furent immédiatement incorporés avec les matricules des appareils perdus au combat (C-403, C-404, C-407, C-409, C-410, C-419, C-428, C-430, C-433, C-436).
Les pertes lors du conflit des Malouines poussèrent en 1984 les Argentins à acheter de nouveau aux Israéliens 19 Mirage IIICJ monoplaces et 3 IIIBJ biplaces.
Huit Mirage III étaient encore en service ainsi que quatre Mirage 5P, et quatre IAI Nesher lors de l'annonce de leur retrait sans successeur connu en novembre 2015,.

### Australie

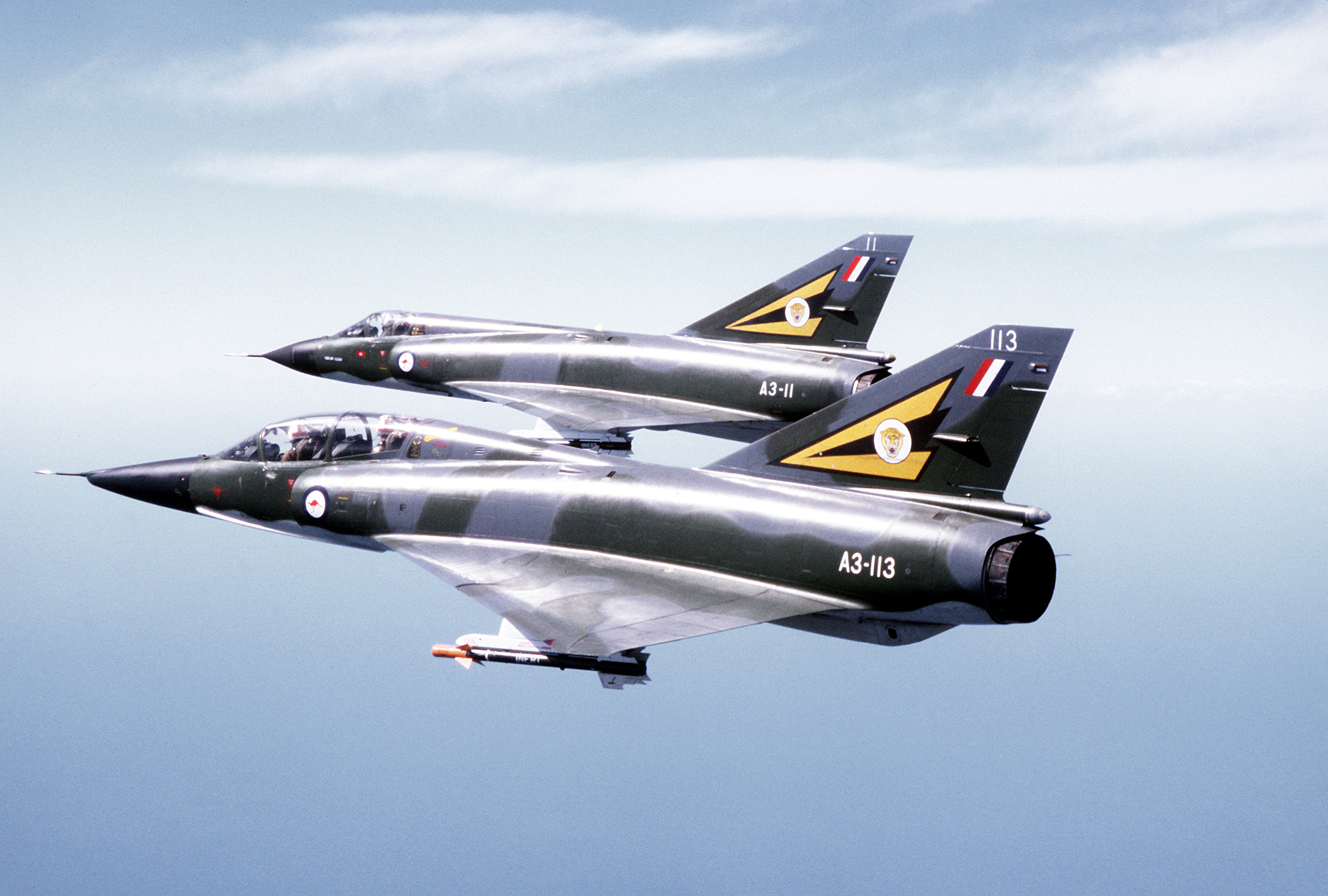
Deux Mirage IIIO australiens, dont un biplace au premier plan.

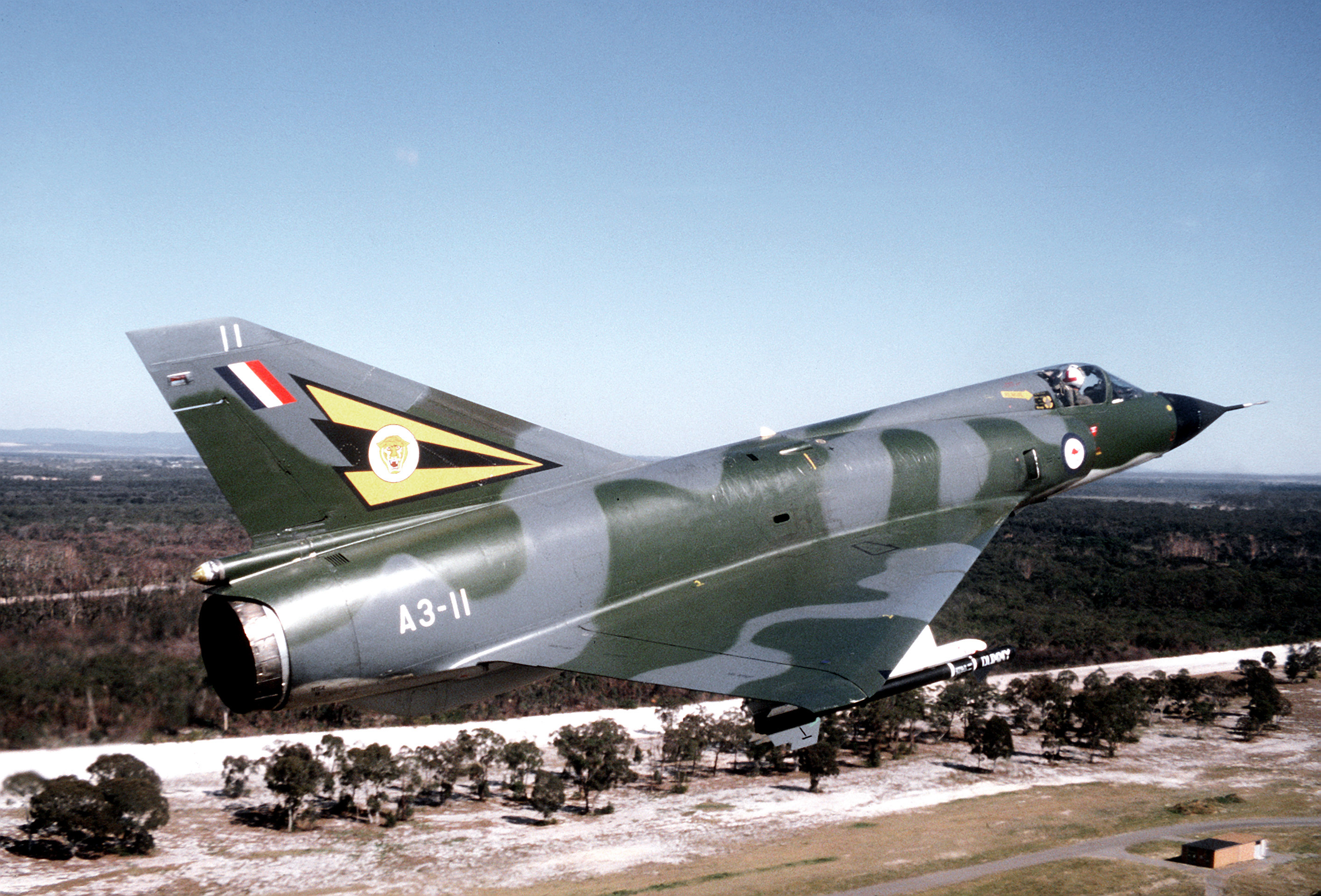
Mirage IIIO(F) (fighter) du Royal Australian Air Force (2 Operational Conversion Unit).

En 1960, l'Australie choisit le Mirage III pour remplacer ses vieux F-86 Sabre au sein de la Royal Australian Air Force, de préférence au Lockheed F-104 Starfighter. Ayant cependant émis le souhait d'équiper le Mirage du réacteur Rolls-Royce Avon utilisé par ses autres avions de combat, un Mirage IIIA est modifié pour mener les essais nécessaires et nommé Mirage O, le pilote d'essai étant Jean-Marie Saget. Le premier vol avec ce réacteur a lieu le 13 février 1961 mais, bien que les performances soient sensiblement améliorées et qu'il soit capable de passer de Mach 1 à Mach 2 en 2’25’’, le coût d'adaptation s'avère trop élevé et l'Australie renonce à cette modification pour conserver le Atar 9C.
Un contrat de fabrication sous licence est alors signé, prévoyant une montée en puissance progressive de la part de fabrication australienne dans l'assemblage des avions. Ainsi, les deux premiers exemplaires sont entièrement fabriqués en France, l'assemblage des deux suivants est terminé en Australie, et les premières pièces produites localement sont intégrées à partir du 16e exemplaire. Les exemplaires australiens reçoivent la désignation Mirage III O et sont équivalents aux Mirage III E français, bien qu'ils intègrent environ 180 modifications, pour la plupart mineures.
Le premier des deux Mirage III O fabriqués en France fait son vol inaugural le 14 février 1963. Ils doivent être suivis par 48 exemplaires destinés à des missions de chasse/interception (Mirage III OF) et 50 exemplaires destinés à des missions d'attaque au sol (Mirage III OA). Finalement, fin 1968, il est décidé de mettre tous les avions au standard Mirage III OA. En complément, 16 biplaces (Mirage III D) destinés à l'entraînement sont produits en deux lots : un premier de 10 avions en 1966/1967 et le second de 6 avions en 1973/1974.
Le premier escadron sur Mirage III O est déclaré opérationnel en août 1965. Les Mirage sont progressivement remplacés par des F-18 Hornet à partir de 1985. L'avion est officiellement retiré du service en octobre 1988, et le dernier vol d'un Mirage australien a lieu le 8 février 1989. En 23 ans de carrière, environ 40 avions ont été perdus lors d'accidents. En 1990, le Pakistan a racheté d'occasion 50 des Mirage restants (43 monoplaces et 7 biplaces).

### Brésil

Mirage IIIEBR (F-103) a Anápolis en 1995.

En mai 1970, le Brésil commande 13 Mirage III EBR et 4 biplaces Mirage III DBR qui sont livrés entre octobre 1972 et mai 1973 à la Force aérienne brésilienne. Ces avions sont complétés par une quinzaine d'exemplaires (rachetés d'occasion à l'Armée de l'air française par petits lots entre 1980 et 1999) pour compenser les pertes. Au total, le Brésil recevra finalement 32 Mirage III, désignés localement F-103.
En 1989/1990, les Mirage brésiliens subissent un premier programme de modernisation consistant, entre autres, à installer des plans canards. En 1997, ils sont à nouveau modifiés par ajout de lance-leurres et de la capacité de tir du missile israélien Python 3. Les Mirage sont finalement retirés du service en décembre 2005, après 33 ans de carrière et plus de 67 000 heures de vol.

### Espagne
L'Espagne commande 24 Mirage III EE et six biplaces Mirage III DE en 1968. Destinés à la fois à la défense aérienne et à l'attaque au sol, les avions sont livrés entre 1970 et 1972. Leur désignation locale officielle est C.11 pour les monoplaces, CE.11 pour les biplaces. Les Mirage espagnols ne seront jamais employés au combat, même s'ils seront déployés brièvement aux îles Canaries en novembre 1975, à la suite de la marche Verte organisée par Hassan II pour récupérer le Sahara occidental alors possession de l'Espagne.
En 1987, le choix par l'Espagne du F-18 Hornet annonce la disparition des Mirage III mais, en raison de la réduction du nombre de F-18 commandés, un programme de modernisation est malgré tout envisagé. L'industrie aéronautique espagnole remporte le contrat en décembre 1988, avec une proposition proche des Kfir israéliens. Alors que les travaux de conversions de quelques C.11 en C.11(M) ont commencé, le gouvernement annule finalement le projet en juillet 1990.
Les Mirage III sont définitivement retirés du service en 1992. En 22 ans de carrière, six monoplaces et deux biplaces ont été perdus lors d'accidents.

### France

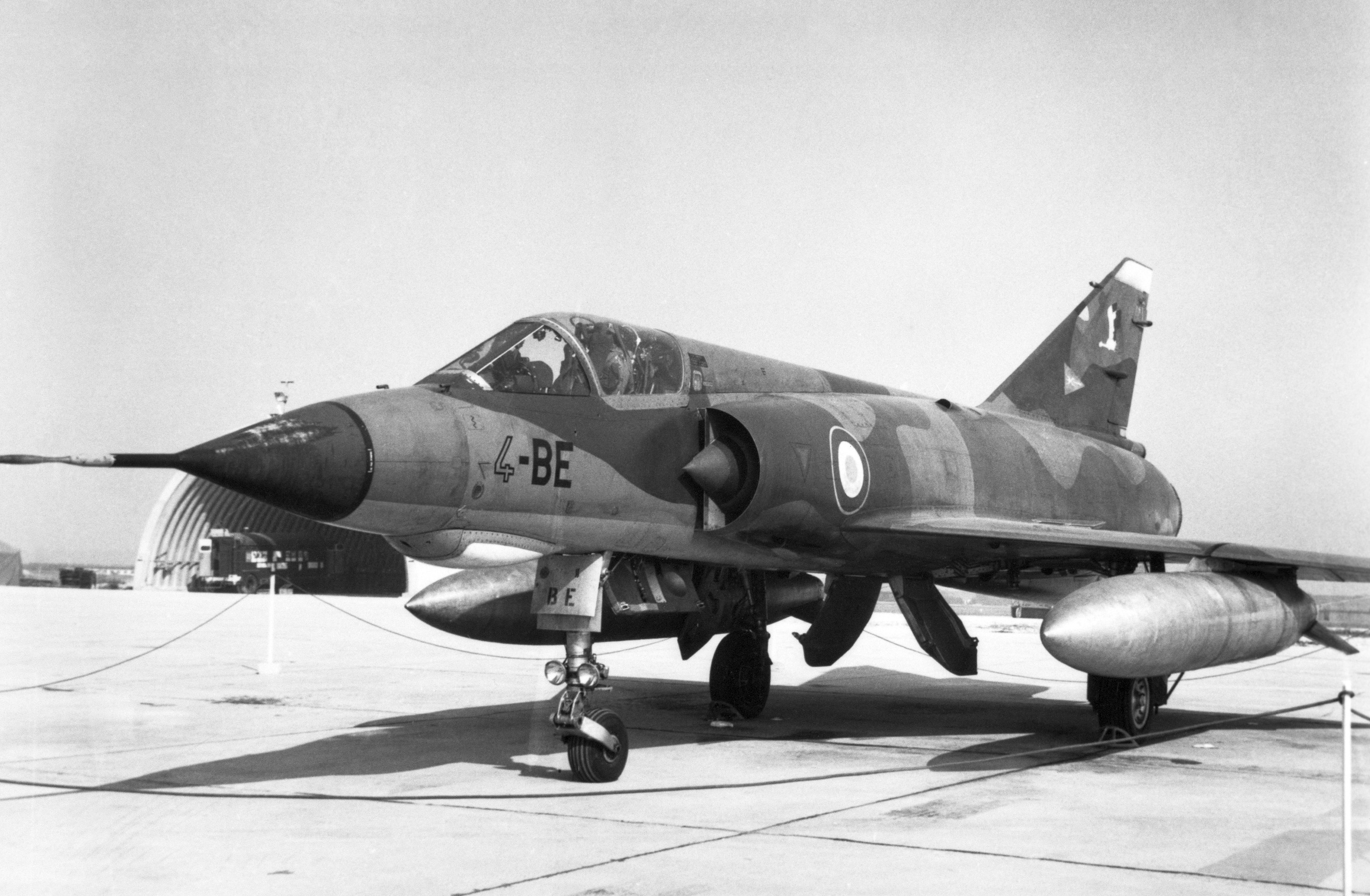
Un Mirage IIIE de l'escadron de chasse 2/4 La Fayette en 1986.

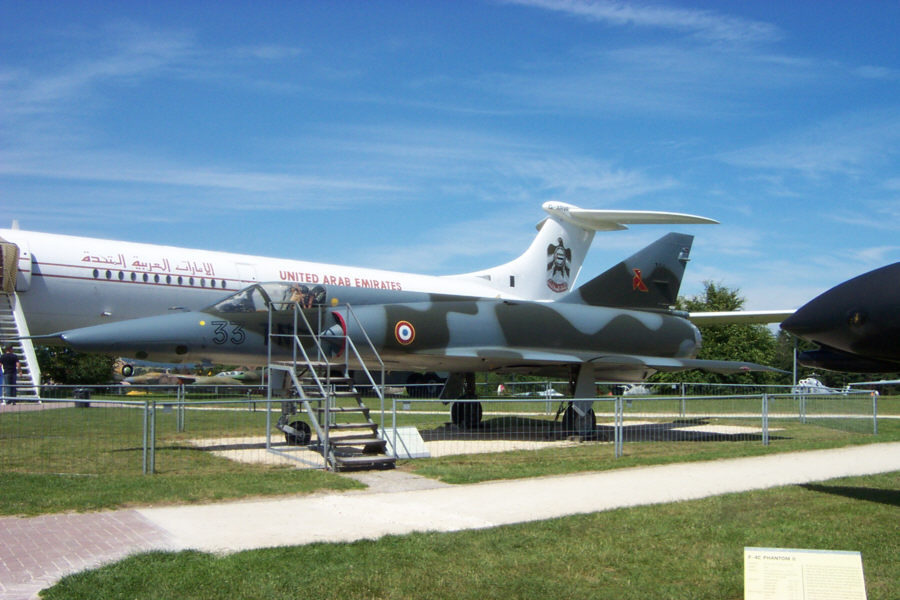
Un Mirage IIIR du 3/33 Moselle dans un musée à Hermeskeil.

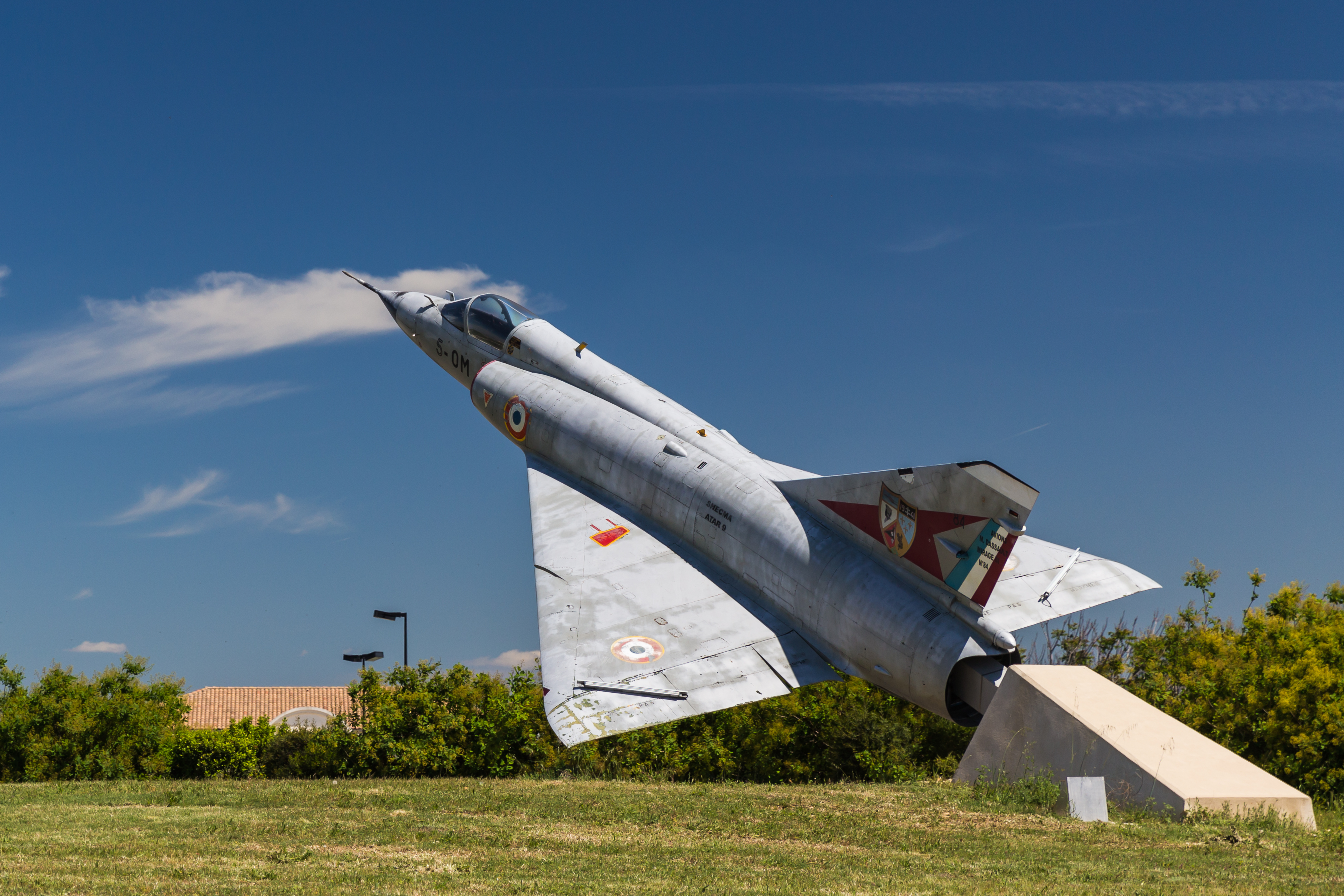
Un Mirage III désaffecté sur un rond-point à Orange, France.

La France commande 100 exemplaires du Mirage IIIC en octobre 1958. Les livraisons se font de d'octobre 1960 à novembre 1962, mais seulement 95 avions rejoindront l'Armée de l'air tandis que les cinq restants sont utilisés pour développer les autres versions du Mirage III. L'escadron de chasse 1/2 Cigognes à Dijon est le premier à être déclaré opérationnel sur cet avion, en janvier 1962, et quatre autres unités seront équipées. Les Mirage IIIC sont progressivement remplacés par des Mirage F1 à partir de 1974, mais les derniers exemplaires ne sont retirés du service qu'en août 1988. Leur armement principal est le missile air-air Matra R530 emporté sous le ventre à un seul exemplaire.
56 Mirage IIIB seront livrés entre juillet 1962 et janvier 1966. Les biplaces seront répartis à raison de 2 exemplaires par unité dotée de monoplaces, en complément d'un escadron spécifique destiné à la formation des nouveaux pilotes. La France recevra également cinq Mirage IIIB1 destinés à des essais en vol et dix Mirage IIIB2 équipés de la perche de ravitaillement du Mirage IV, destinés à entraîner les pilotes au ravitaillement. Enfin, 20 Mirage IIIBE seront livrés à partir de 1971.
Entre 1964 et 1976, l'Armée de l'air reçoit 192 Mirage IIIE. L'escadron de chasse 2/13 Alpes de Colmar est la première unité déclarée opérationnelle, en avril 1965. Certaines unités déjà équipées de Mirage IIIC reçoivent le IIIE à la place, cédant alors leurs intercepteurs à d'autres unités. Les autres Mirage IIIE sont affectés à des unités d'attaque/bombardement « tous temps » ou de frappe nucléaire tactique. Dans ce dernier cas, le IIIE est armé d'une bombe atomique AN-52 de 15 kilotonnes entrée en service en 1973. En juin 1967, un Mirage IIIE équipé d'un moteur-fusée piloté par Roger Pessidous parvint à intercepter, lors d'une mission spéciale, un Lockheed U-2 de reconnaissance américain qui devait photographier les sites nucléaires français à 67 000 pieds (20 400 mètres).
À partir du 1er septembre 1978 est créé l'escadron 3/10 Vexin basé a Creil, équipé de Mirage IIIC, ils se posent sur la base aérienne de Djibouti le 22 novembre 1978, la date d'affectation officielle a Djibouti sera le 31 décembre 1978, il remplace les F-100 Super Sabre de l'escadron 4/11 dans la mission de protection de la petite république, il a poursuivi ses missions jusqu'en août 1988, date a laquelle il a été remplacé par des Mirage F1.
À partir de 1984, les Mirage IIIE sont progressivement remplacés par des Mirage 2000. La dernière unité sur Mirage IIIE sera l'escadron de chasse 3/3 Ardennes, qui les conservera jusqu'en 1995.
Les livraisons des 50 Mirage IIIR et 20 Mirage IIIRD se font de 1963 à 1967. Ces avions équipent la 33e escadre de Reconnaissance, alors installée sur la base aérienne 124 Strasbourg-Entzheim et seule unité de l'Armée de l'air consacrée à la reconnaissance tactique. Ces avions sont remplacés par des Mirage F1CR à partir de 1983.
À partir de 1995, alors que tous les Mirage III ont quitté les unités opérationnelles, seul le Centre d'Essais en Vol de Cazaux conserve encore quelques avions de ce type. Le dernier vol d'un Mirage III français a lieu le 25 novembre 2005.

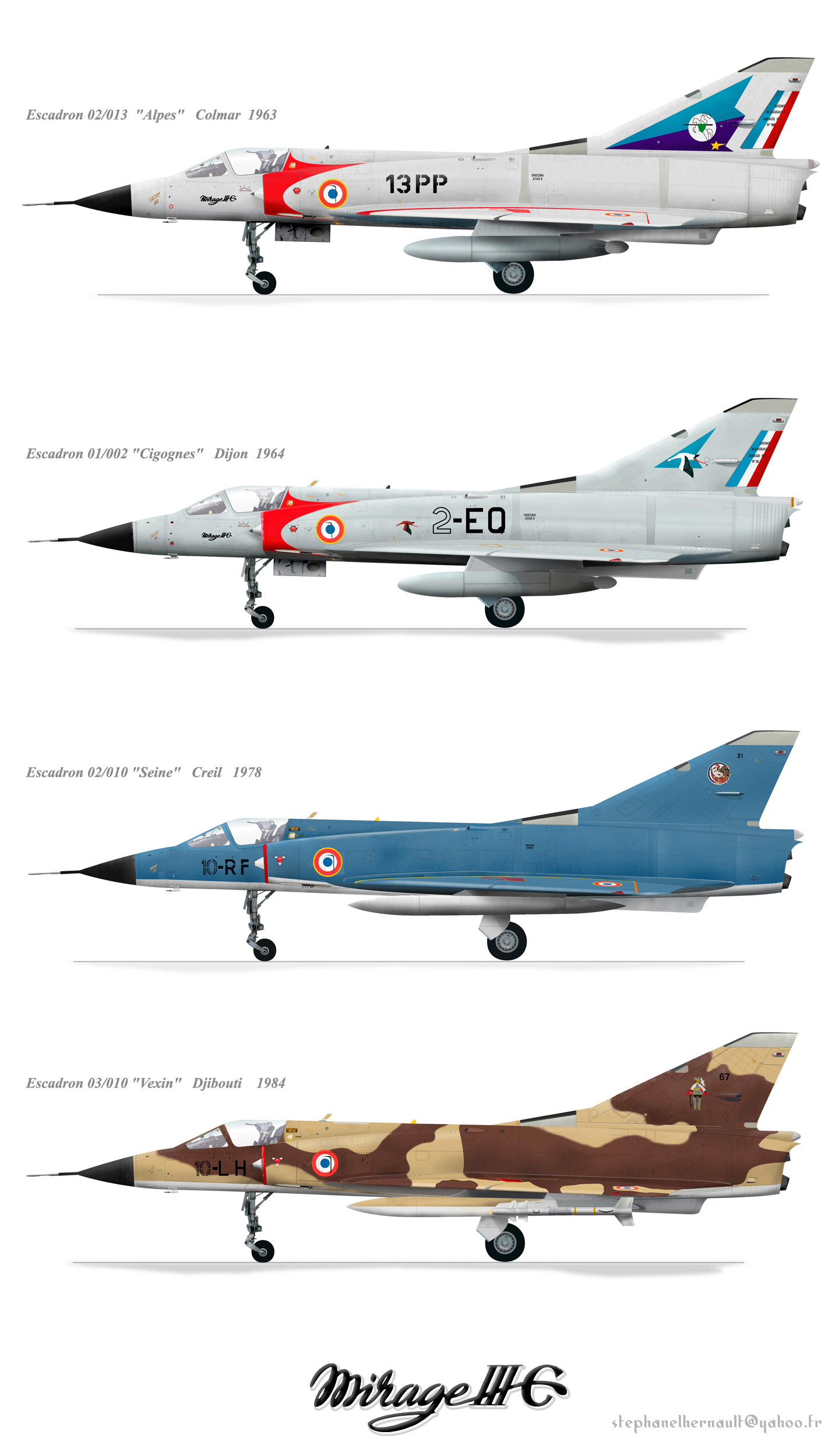
Mirage III C.
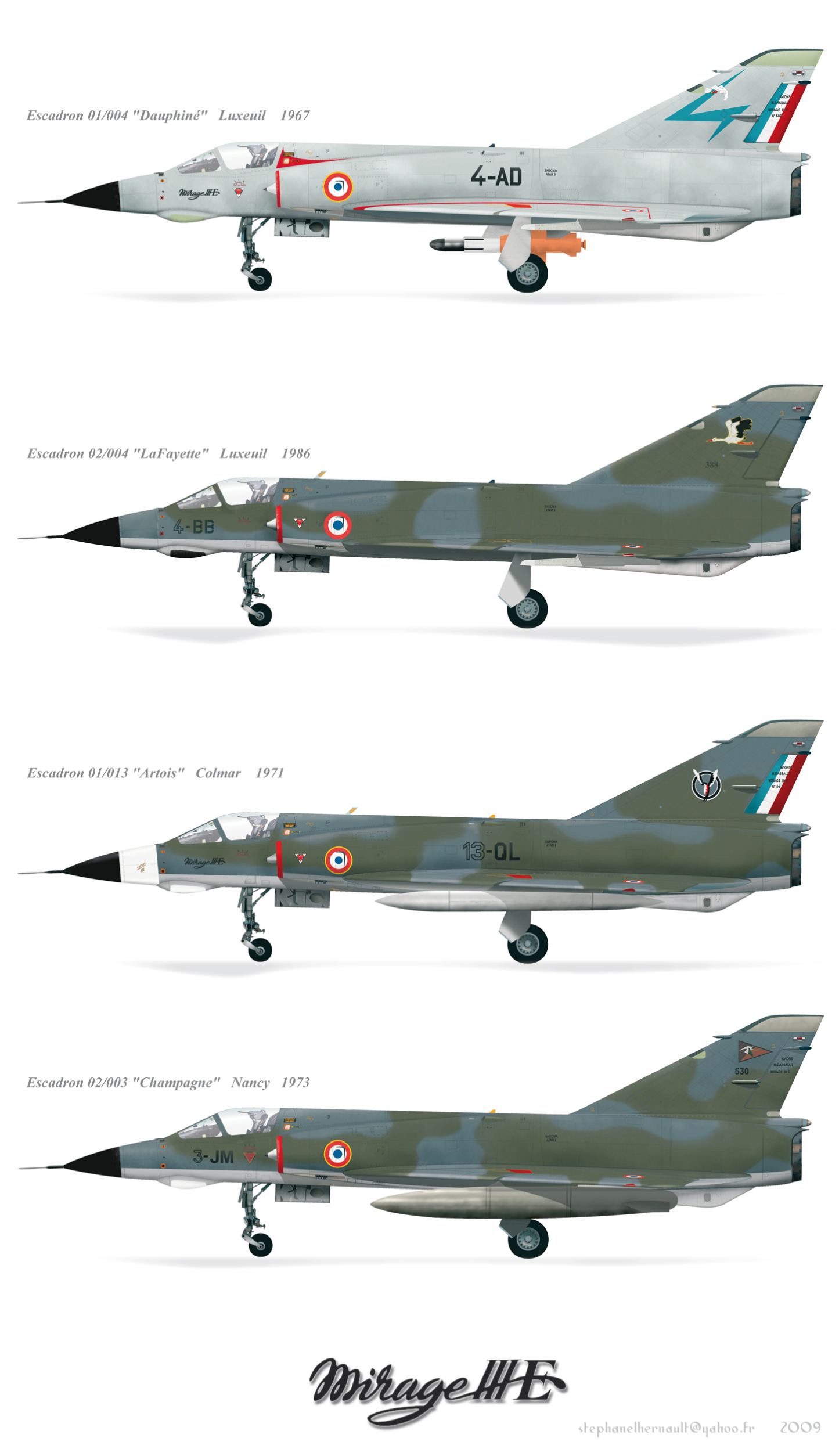
Mirage III E.
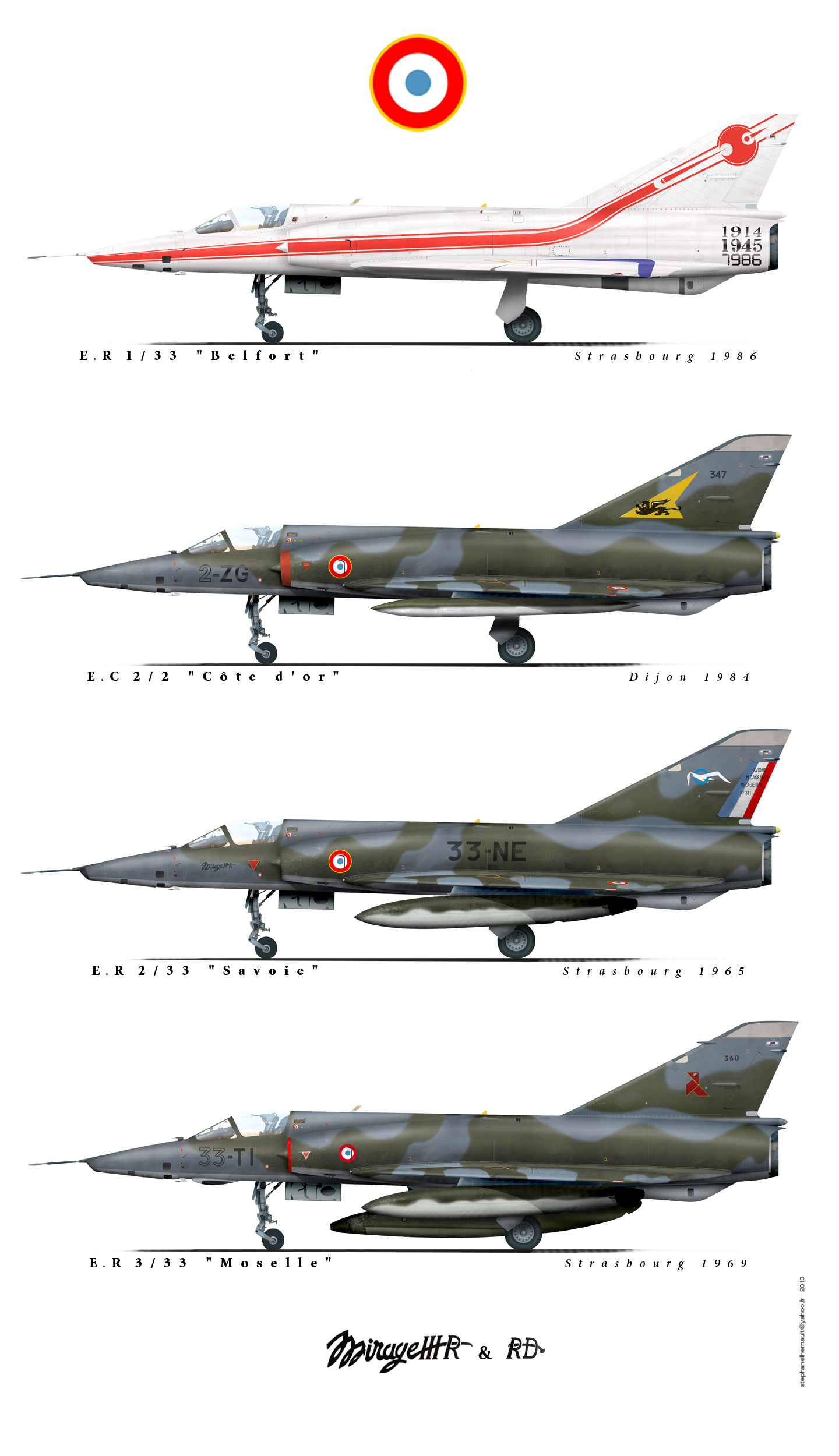
Mirage III R & RD.

### Israël

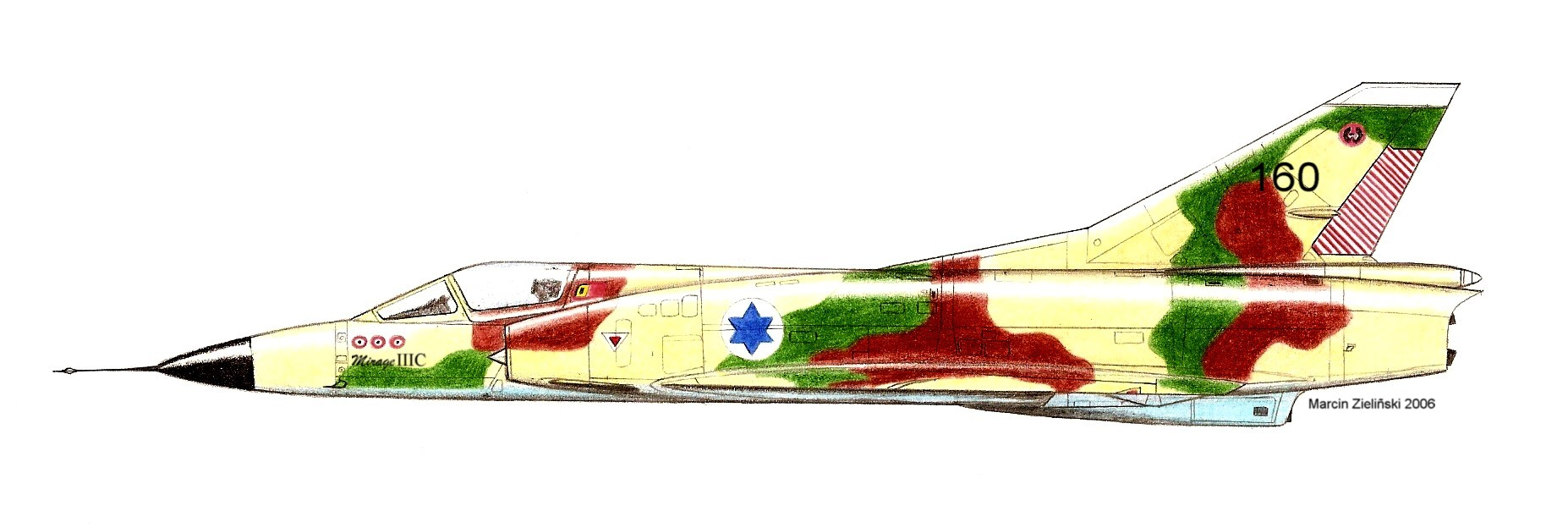
Dessin d'un Mirage IIICJ montrant le camouflage adopté à partir de 1969.

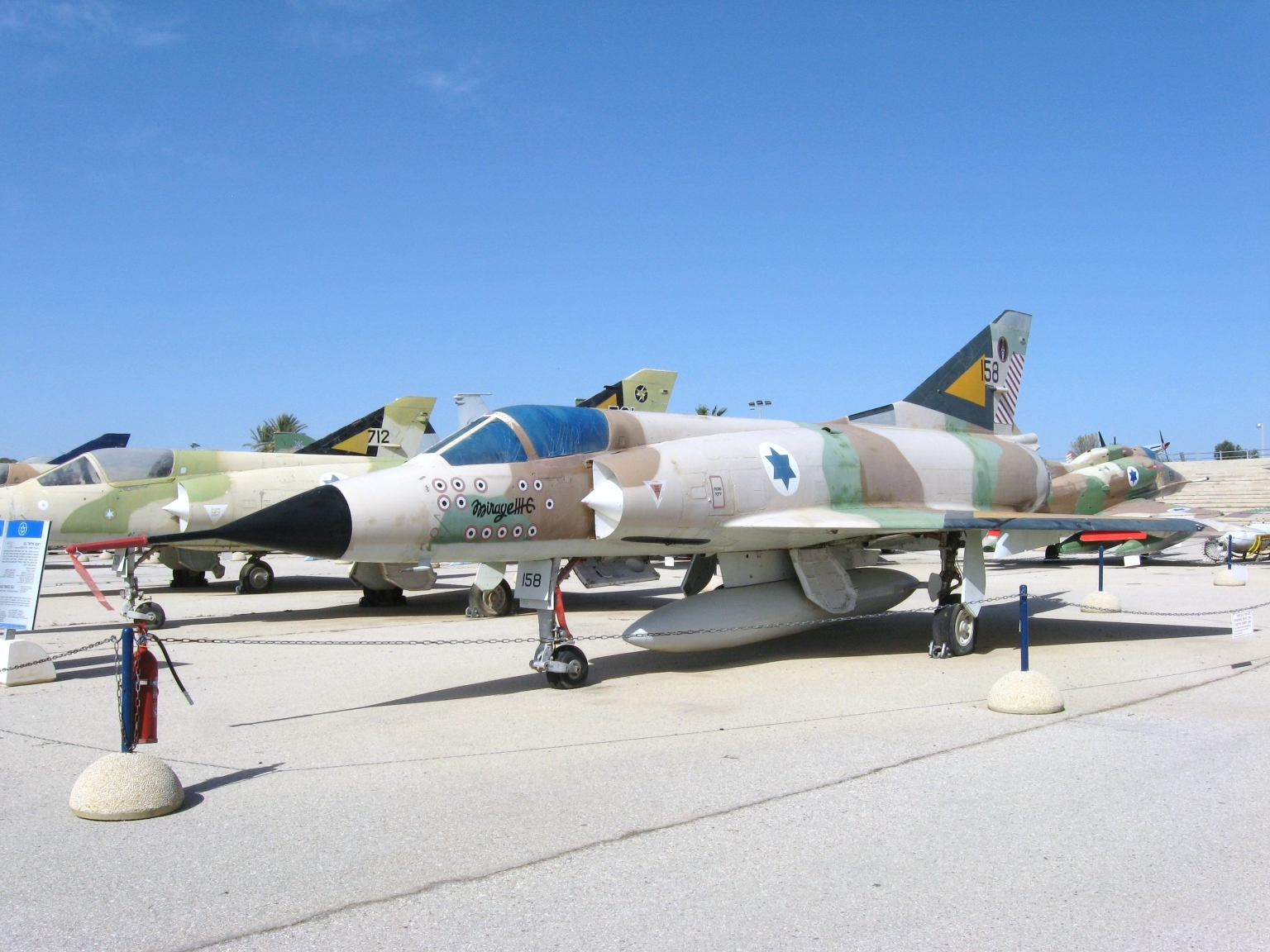
Mirage IIICJ No 158 au Musée de la Force aérienne israélienne à Hatzerim. Celui-ci est marqué de 13 victoires et aux couleurs de l'escadron 101.

En 1959, Israël envoie un de ses meilleurs pilotes essayer le Mirage IIIA. Son compte-rendu est enthousiaste, et le Mirage III reçoit alors le surnom qu'il gardera pendant sa carrière israélienne : Shahak (coup de foudre). Ezer Weizman, alors commandant en chef de la Force aérienne israélienne, cherchait un chasseur bombardier et non un intercepteur. En conséquence, les Mirage III israéliens ne furent pas équipés du moteur fusée SEPR 841, l'espace gagné étant utilisé pour emporter les canons de 30 mm et du carburant supplémentaire. Une commande pour 72 Mirage IIICJ et 5 Mirage IIIB ainsi que 2 Mirage IIIR est signée en 1960.
Les avions sont livrés entre avril 1962 et 1968 et permettent d'équiper 5 escadrons. Malgré les très bons résultats obtenus par les pilotes israéliens pendant la guerre des Six Jours, un certain nombre de défauts sont constatés, concernant la fiabilité du réacteur et du radar, ainsi que le tir au canon. Des modifications locales sont alors apportées pour corriger une partie de ces problèmes. En particulier, les Mirage IIICJ recevront au début des années 1970 le réacteur Atar 9C-3, en remplacement de l'Atar 9B. Quelques Mirage IIICJ furent modifiés temporairement pour effectuer des missions de reconnaissance, recevant alors un nez totalement modifié pour embarquer les équipements nécessaires. L'avion Dassault aux couleurs israéliennes continuera ainsi une brillante carrière lors d'accrochages routiniers (guerre d'attrition) contre ses voisins syriens et égyptiens, en 1969 et 1970, puis surtout en octobre 1973 lors de la guerre de Kippour. Au total, les Mirage III israéliens auront été crédités de près de 300 victoires confirmées et d'une quarantaine non confirmées, ce qui en fait l'un des chasseurs de deuxième génération les plus victorieux en combat aérien.
Les Mirage III israéliens sont retirés du service au début des années 1980. En 20 ans de carrière, les pertes au combat et consécutives à des accidents sont estimées à environ 50 exemplaires. L'Argentine rachète d'occasion 19 monoplaces et 3 biplaces en 1982.
À la suite de l'embargo français, Israël ne recevra jamais les Mirage 5 qu'il avait commandés en 1966. En conséquence, ce pays construira lui-même (sans licence) le Nesher (dérivé direct du Mirage 5) puis le Kfir (version améliorée avec un réacteur General Electric J79 américain).

### Liban
Ayant commandé 12 avions (10 monoplaces et 2 biplaces), le Liban reçoit ses premiers Mirage III en avril 1968, et les derniers en 1969. Ces avions sont affectés au squadron 5 jusqu'en 1973, puis au squadron 4 par la suite. Les Mirage libanais effectuent quelques rares missions de combat dans les années 1970 puis, alors que la guerre civile ravage le pays, sont stockés à partir de 1978 en attendant des jours meilleurs. Entre-temps, un monoplace et un biplace ont été perdus lors d'accidents. Les 10 avions restants ne devaient cependant plus jamais reprendre l'air sous les couleurs libanaises, et sont finalement revendus au Pakistan en 2000. Ils ont été remis en service avec les Forces aériennes pakistanaises.

### Pakistan
Le Pakistan a reçu ses premiers Mirage III en 1968. À la commande initiale de 18 Mirage IIIE, 13 Mirage IIIR de reconnaissance et 3 Mirage IIID d'entraînement est venue s'ajouter quelques années plus tard celle de 64 Mirage 5 dans différentes configurations. En 1990, le Pakistan a racheté d'occasion 50 avions à l'Australie puis, un peu plus tard, 24 autres à l'Espagne et 9 au Liban. Enfin, 40 Mirage 5 retirés du service par la France ont été remis à niveau et livrés progressivement à partir de 1996. Finalement, avec environ 180 exemplaires en service dans 5 unités, le Pakistan était devenu au début des années 2000 le plus gros utilisateur de Mirage III et 5. Preuve supplémentaire de l'effort de ce pays pour maintenir ces avions en service, il a racheté pour pièces 50 avions et 150 moteurs à la Libye en 2004.
Les dernières acquisitions ont été effectuées dans le cadre d'un gros programme de modernisation lancé au début des années 1990 et désigné ROSE (Retrofit Of Strike Element). Il comprend un remplacement complet de l'avionique avec l'ajout d'un nouveau viseur tête haute, d'un nouveau système de navigation et de tir (incluant une centrale à inertie), d'un détecteur d'alerte radar et de lance-leurres. L'installation d'un radar italien Griffo-M et la capacité de tir du missile AIM-9 Sidewinder furent ajoutés par la suite.
Ce standard ROSE-I aurait concerné 45 Mirage III. De leur côté, les 40 Mirage 5 rachetés à la France ont été portés par SAGEM au standard ROSE-II, sans le radar Griffo mais avec un FLIR. D'autres améliorations seraient prévues, notamment avec un standard ROSE-III.
Début 2020, FlightGlobal (en) estime qu'il y a 69 Mirage III et 90 Mirage 5 en ligne au Pakistan.

### Suisse

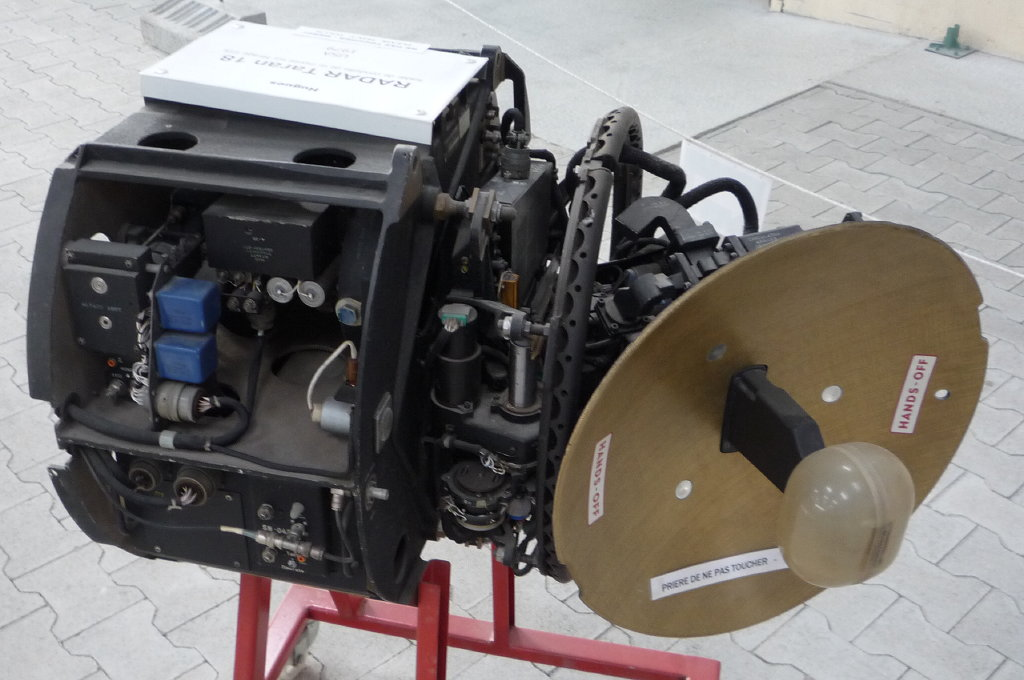
Radar Taran 18 des Mirage IIIS au Musée européen de l'aviation de chasse (France).

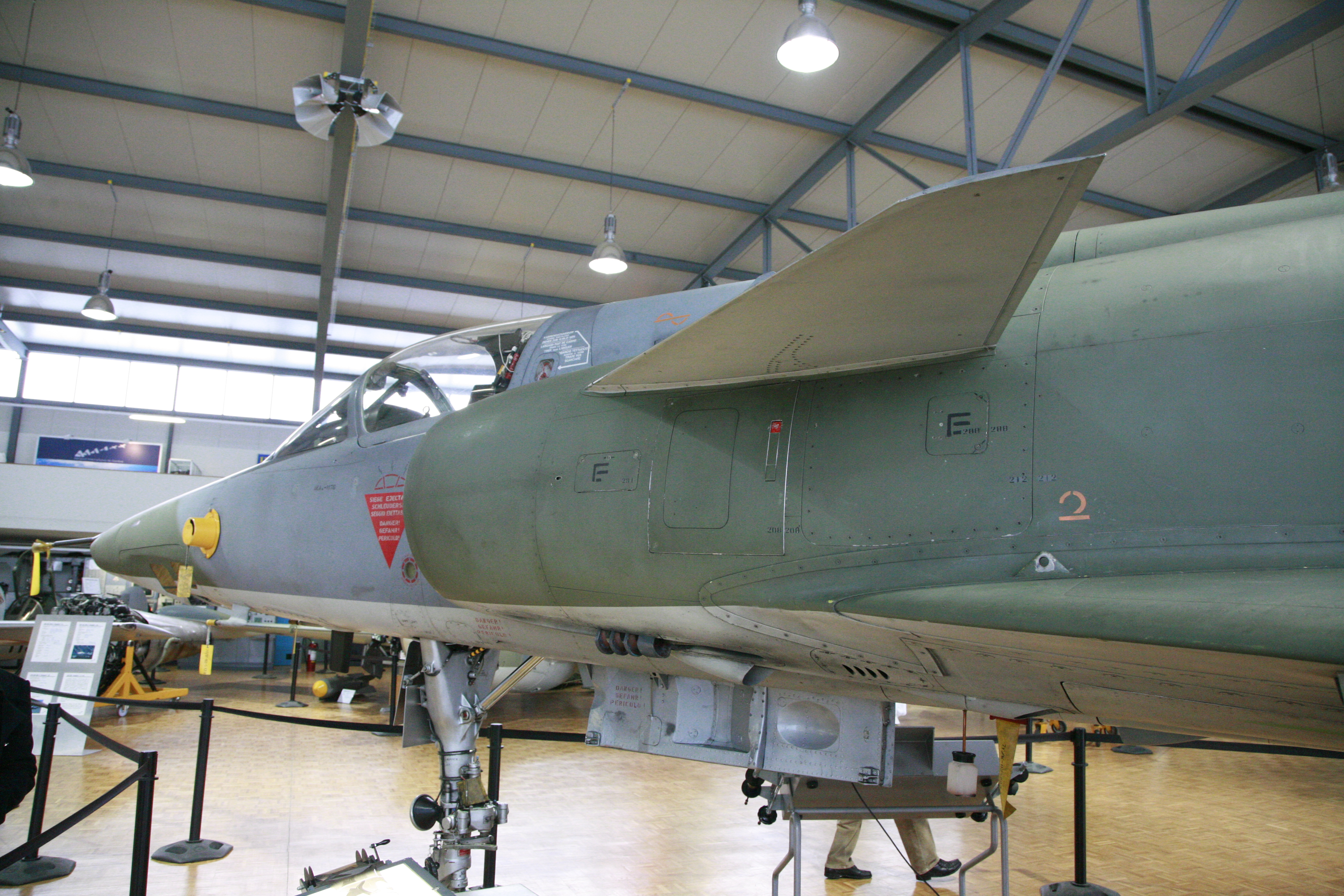
Avant d'un Mirage IIIRS, montrant les plans canards, au Musée de l'aviation militaire de Payerne.

#### Les Mirage IIIS, DS et RS
À la fin des années 1950, la Suisse est à la recherche d'un avion de chasse moderne pour remplacer ses De Havilland Vampire, devenus totalement obsolètes. Elle commande des Hawker Hunter en janvier 1958, mais ceux-ci sont déjà dépassés par une nouvelle génération d'avion capable de voler à Mach 2. Une campagne d'évaluation est alors menée, opposant le Saab 35 Draken, le Lockheed F-104 Starfighter, le Fiat G-91, le Grumman F-11F Super Tiger et le Mirage III. Ce dernier est finalement retenu en 1961, et des crédits débloqués pour 100 exemplaires qui doivent être intégralement construits sous licence en Suisse (y compris les réacteurs).
En attendant le lancement de la fabrication, un Mirage IIIC est acheté en 1962 et deux biplaces Mirage IIIBS en 1964. Cependant, les nombreuses modifications envisagées sur les exemplaires de série (Radar Hughes TARAN-18 à la place du Cyrano, modification du train d'atterrissage avant pour faciliter l'utilisation dans les installations souterraines, installation de canons de 30 mm d'origine suisse, adaptation de fusées JATO d'assistance au décollage, etc.) et la mise à niveau des machines-outils nécessaire pour pouvoir usiner les pièces font exploser le budget prévu et provoquent un scandale national. Une commission d'enquête parlementaire est instituée, plusieurs militaires de haut rang et un conseiller fédéral contraints à la démission. Finalement, le budget sera légèrement augmenté mais la commande réduite à seulement 57 exemplaires.
36 Mirage IIIS (chasse/interception) ont été livrés entre 1966 et 1969, 17 Mirage IIIRS (reconnaissance) entre 1968 et 1970, complétés par 2 Mirage IIIDS (d'entraînement Suisse) en 1971. À la suite du crash en 1969 et 1977 des deux biplaces, deux biplaces supplémentaires sont achetés en 1983. Entre 1988 et 1992, les Mirage suisses subissent une remise à niveau : ajout de plans canards et de lance-leurres, installation d'un nouveau siège éjectable. Ils reçoivent également un nouveau camouflage en deux teintes de gris à cette occasion.
Lorsque, fin 1997, une première unité des Forces aériennes suisses devient opérationnelle sur F/A-18 Hornet, les jours du Mirage sont comptés : les 29 Mirage IIIS restants sont réformés le 31 décembre 1999, suivis exactement 4 ans plus tard par les 16 Mirage IIIRS et 4 Mirage IIIDS. De 1966 à 1999, 10 avions auront été perdus lors d'accidents.

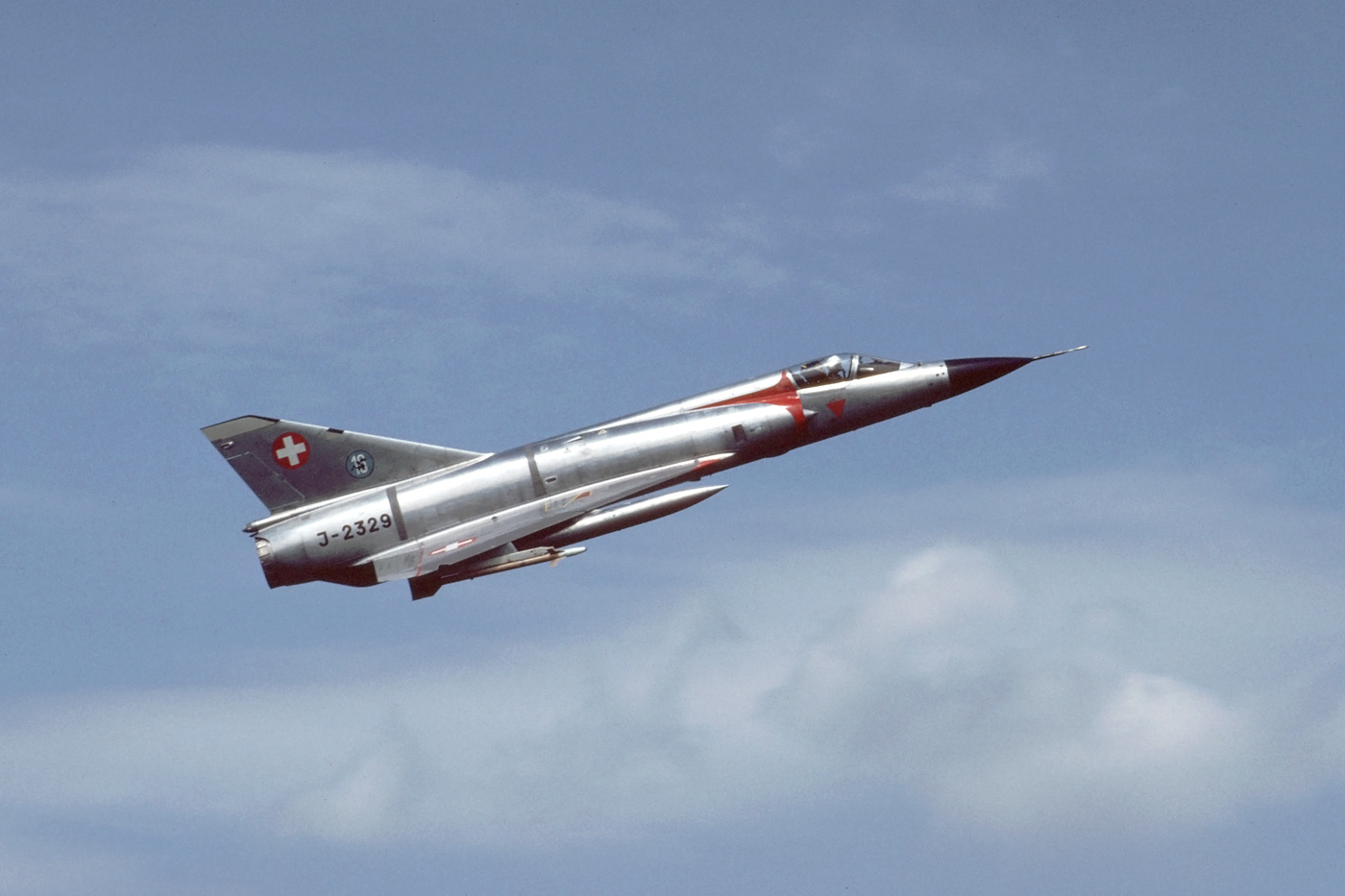
Mirage IIIS décollant de la base aérienne de Dübendorf (en) en 1984.
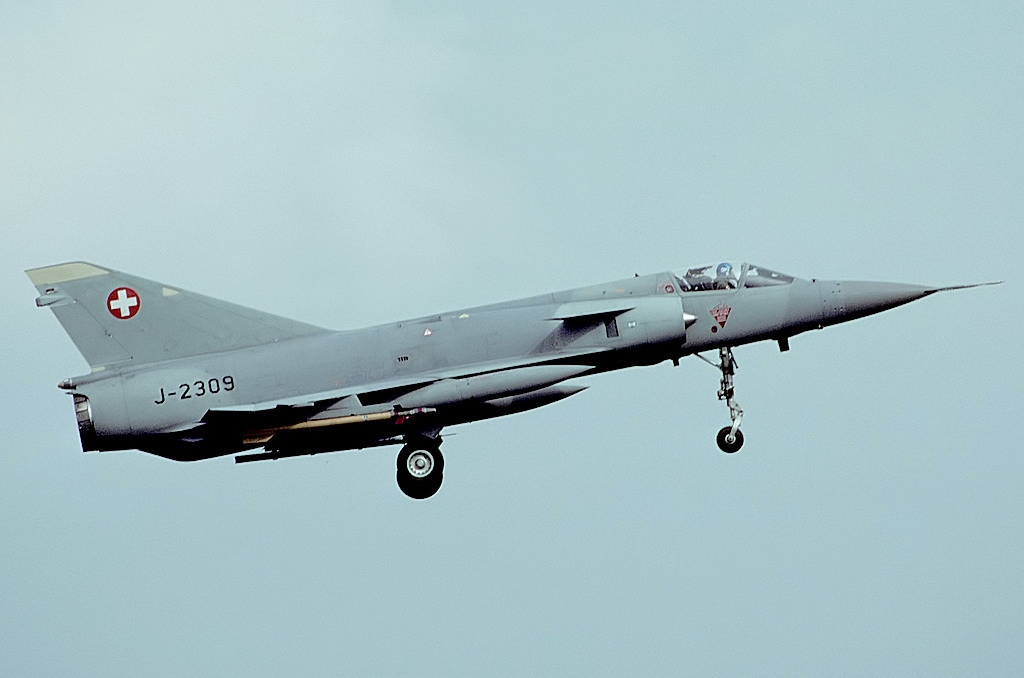
Mirage IIIS atterrissant à la RAF Waddington en 1993.
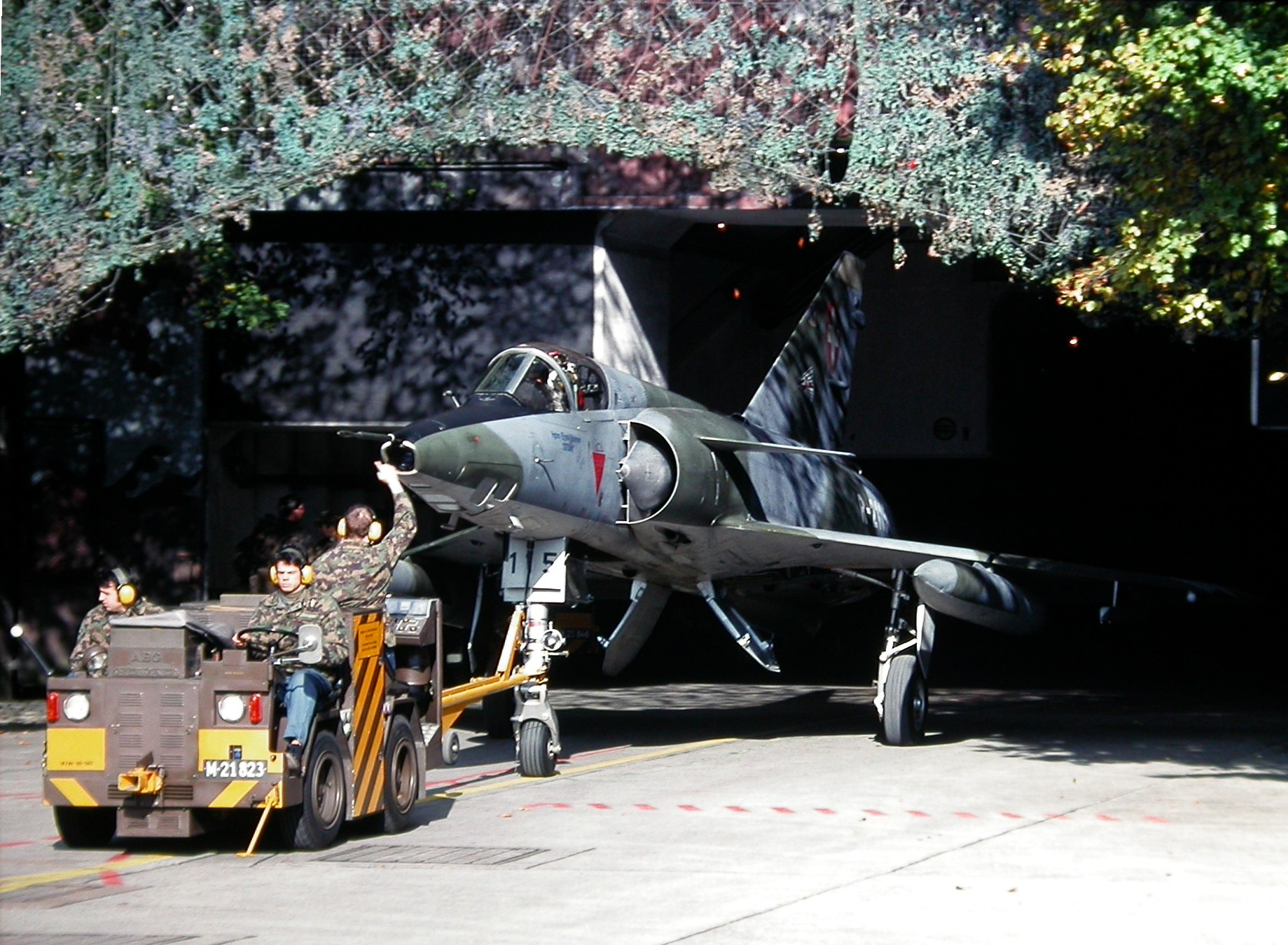
Mirage IIIRS tracté d'une caverne pour avions (en) à Buochs (en) en 1999.
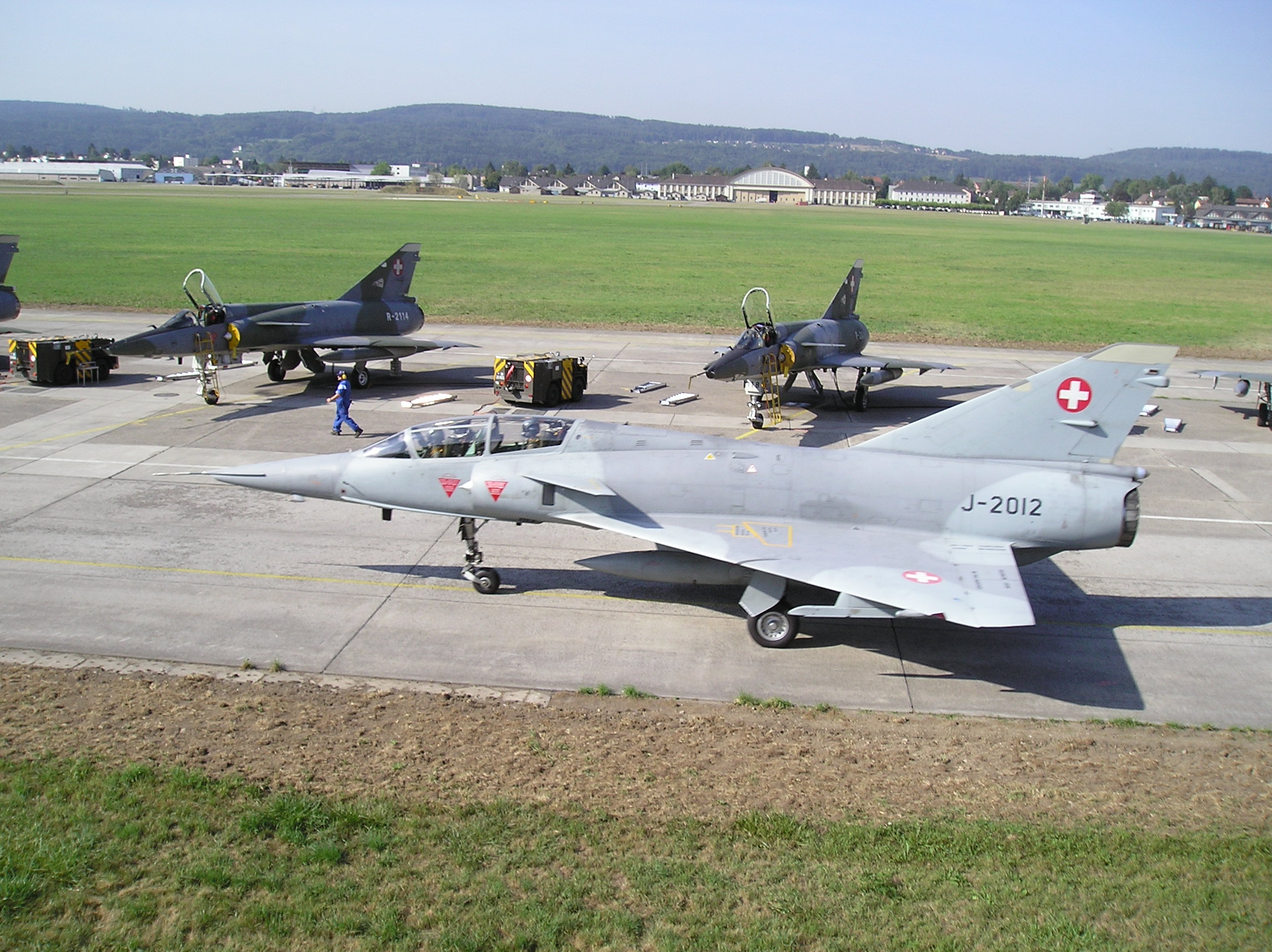
Un Mirage IIIDS et deux Mirage IIIRS à Dübendorf durant leur dernière année de service en 2003.

#### Le Milan
Fin 1967, à la demande de la Suisse, Dassault lance des études pour une version plus manœuvrable du Mirage : le Milan. L'idée est d'ajouter des petites surfaces rétractables à l'avant de l'avion pour réduire la distance de décollage et la vitesse d'approche lors de l'atterrissage, mais par contre augmenter le taux de virage et la charge utile. Des essais sont réalisés sur un Mirage 5 modifié en 1968 (surfaces non rétractables), puis sur un Mirage IIIR modifié en 1969 (surfaces rétractables) et désigné Milan 01. Un prototype réel est ensuite construit, à partir d'un Mirage IIIE équipé du réacteur Atar 9K50 du Mirage F1 et d'un système d'armes amélioré. Le premier vol a lieu le 29 mai 1970 et le Milan participe à une campagne d'essais en Suisse en 1972, se mesurant alors à un A7 Corsair II. Le projet est abandonné en 1976, lorsque la Suisse décide d'acheter des F-5E Tiger II.

### Au Venezuela
En 1971, le Venezuela commande 10 Mirage IIIEV (ainsi que 4 Mirage 5V et 2 biplaces Mirage 5DV). Les avions sont affectés à l'Escuadròn de Caza 33 et, contrairement aux Mirage IIIE français, ne sont pas équipés du radar Dopler de navigation. En 1989, un contrat est signé pour transformer 5 des Mirage IIIEV en Mirage 50EV : les avions sont renvoyés en France chez Dassault, et livrés au nouveau standard entre 1990 et 1992. Les Mirage sont finalement retirés du service entre 2008 et 2009, certains d'entre eux étant transférés à l'Équateur peu après.

## Pays utilisateurs

Pays utilisateurs du Mirage III et du Mirage 5
Utilisateurs actuels
Anciens utilisateurs

Près de 950 ont été exportés :
- Pakistan : suppléé à partir de 2007 par le PAC JF-17. Doivent être retirés en 2030.

### Utilisateur civil
- Suisse : Mirage IIIDS (HB-RDF, anciennement J-2012) en service chez Espace Passion, Base aérienne de Payerne[20]

### Retirés du service
- Afrique du Sud, Force aérienne sud-africaine :
- Argentine, Force aérienne argentine : - de 10 appareils retirés le 11 septembre 2015[21]
- Australie, Force aérienne royale australienne : retiré en 1988, 50 ont été vendus au Pakistan.
- Brésil, Force aérienne brésilienne : 20/8 MirageIIIE/D retirés en 2005.
- Espagne, Armée de l'air espagnole : retiré en 1991, vendu au Pakistan en 1992.
- France, Armée de l'air française : retiré en 1994, il volera au sein du Centre d'Essais en Vol jusqu'en novembre 2005.
- Israël, Force aérienne israélienne : retiré en 1980, 19 monoplaces et 3 biplaces vendus en 1982 à l'Argentine.
- Suisse Forces aériennes suisses : En tout 61 Mirage III ont été acquis par la Suisse : 36 III S (J-2301 à J-2336), 18 IIIRS (R-2101 à R-2118), 4 IIIBS (U-, puis dès 1983, J-2001 à J-2004), 2 IIIDS (J-2011 et J-2012) ainsi qu’un III C (J-2201) qui ne servira jamais dans les Forces aériennes suisses. Après 34 ans de services, alors que tous les F/A-18 Hornet ont été livrés, les Mirage IIIS sont mis hors service le 31 décembre 1999. Les Mirage IIIRS, IIIBS et IIIDS sont retirés du service en 2003.
- Venezuela, Aviation nationale du Venezuela : retiré à partir de 2008.

## Engagements

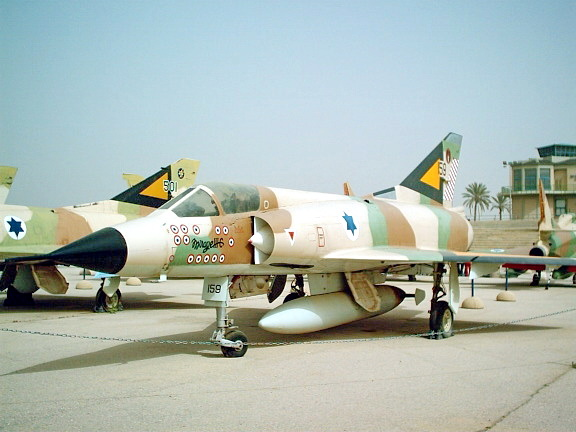
Le Mirage III israélien de l'as Giora Epstein avec 13 marques de victoires. Il est exposé au musée de la force aérienne israélienne.

Le Mirage III fut engagé au combat pour la première fois par la Force aérienne israélienne le 12 novembre 1964 lors d'un affrontement avec l'armée Syrienne sur le plateau du Golan. Deux jours plus tard, l'avion connait son premier engagement en combat aérien. Sans réel succès à cause de missiles défaillants. Le 14 juillet 1965 l'avion enregistre sa première victoire aérienne contre un Mig 21 Syrien. Pendant la guerre des Six Jours, en juin 1967, les Mirage sont le fer de lance de l'armée israélienne en effectuant plus de douze sorties par jour.
Le Pakistan a engagé ses Mirage III lors de la Troisième Guerre indo-pakistanaise en 1971, obtenant au moins 3 victoires aériennes.
La guerre de Kippour (1973) vit des Mirage III et IAI Nesher israéliens s'opposer à des Mirage 5 arabes, ce qui conduisit très rapidement les Israéliens à peindre des triangles orange sur les ailes de leurs avions afin de permettre leur identification immédiate, et d'éviter des confusions tragiques lors des combats aériens.
Entre 1978 et 1982, l'Afrique du Sud a engagé ses Mirage III pendant la Border War avec l'Angola. Les Mirage y ont effectué des missions d'attaque, de supériorité aérienne et de reconnaissance.

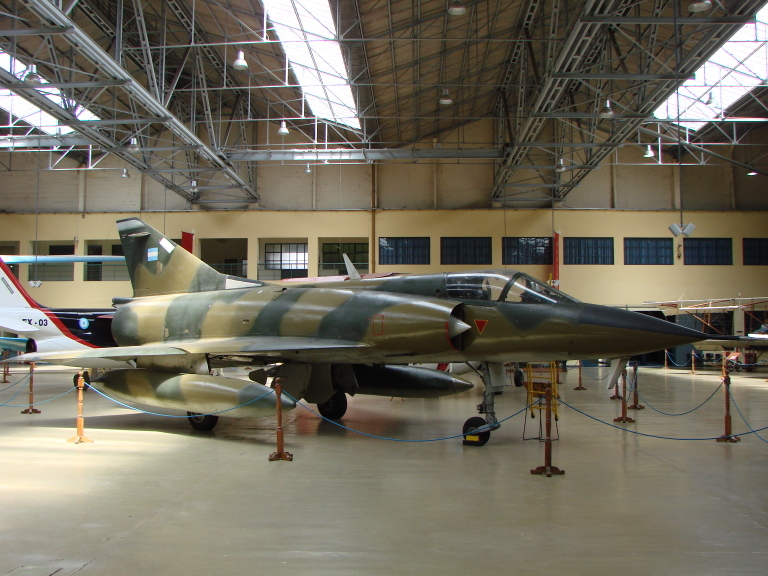
Un Mirage III C de l'armée argentine.

L'Argentine engagea ses Mirage III EA et ses IAI Dagger pendant la guerre des Malouines (1982), pour des missions d'attaque anti-navire et de combat aériens.
Le pilote israélien Giora Epstein, considéré comme l'« as des as » du combat aérien depuis l'avènement de l'avion à réaction, obtint 9 de ses 17 victoires confirmées sur Mirage III.

## Variantes

### Avions de série
- Mirage III 001 : Prototype dérivé des Mirage I et Mirage II (réacteur Atar 101G-1 de 44 kN)
- Mirage IIIA : 10 appareils. Version de présérie avec réacteur Atar 9B de 59 kN et augmentation de la voilure (passe de 29 à 34,85 m2). Chacun des 10 exemplaires devait réaliser une tranche spécifique du programme de développement afin d'aboutir à la version de série.
- Mirage IIIB : B = Biplace, version d'entraînement
  - Mirage IIIB-1
  - Mirage IIIB-2 (ou Mirage IIIB-RV) : avec perche sèche
  - Mirage IIIBS : version d'entraînement Suisse
- Mirage IIIC : C = chasse, version de série en avion d'interception (masse maximum de 11 800 kg)
  - Mirage IIICJ : version d'exportation destinée à Israël
  - Mirage IIICZ : version d'exportation destinée à l'Afrique du Sud
- Mirage IIIE : E = Électronique, version d'attaque tous temps avec turboréacteur Atar 9C-3 de 59 kN (masse maximum de 13 700 kg)
  - Mirage IIIBE : version d'entraînement du III E pour la France
  - Sous versions d'exportation du Mirage IIIE
    - Mirage IIIEA : pour l'Argentine, 17 appareils
    - Mirage IIIEBR : pour le Brésil
    - Mirage IIIEE : pour l'Espagne
    - Mirage IIIEL : pour le Liban
    - Mirage IIIEP : pour le Pakistan
    - Mirage IIIEV : pour le Venezuela
    - Mirage IIIEZ : pour l'Afrique du Sud
    - Mirage IIIO : pour l'Australie
    - Mirage IIIS : version Suisse

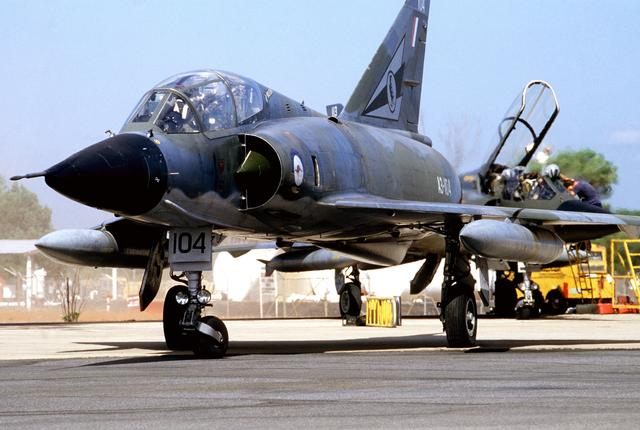
Mirage IIID australien.

- Mirage IIID : D = Double commande, version d'entraînement du III E destiné à l'exportation
  - Mirage IIIDA : pour l'Argentine, 4 appareils
  - Mirage IIIDBR : pour le Brésil
  - Mirage IIIDE : pour l'Espagne
  - Mirage IIIDP : pour le Pakistan
  - Mirage IIIDS : pour la Suisse
  - Mirage IIIDZ : pour l'Afrique du Sud

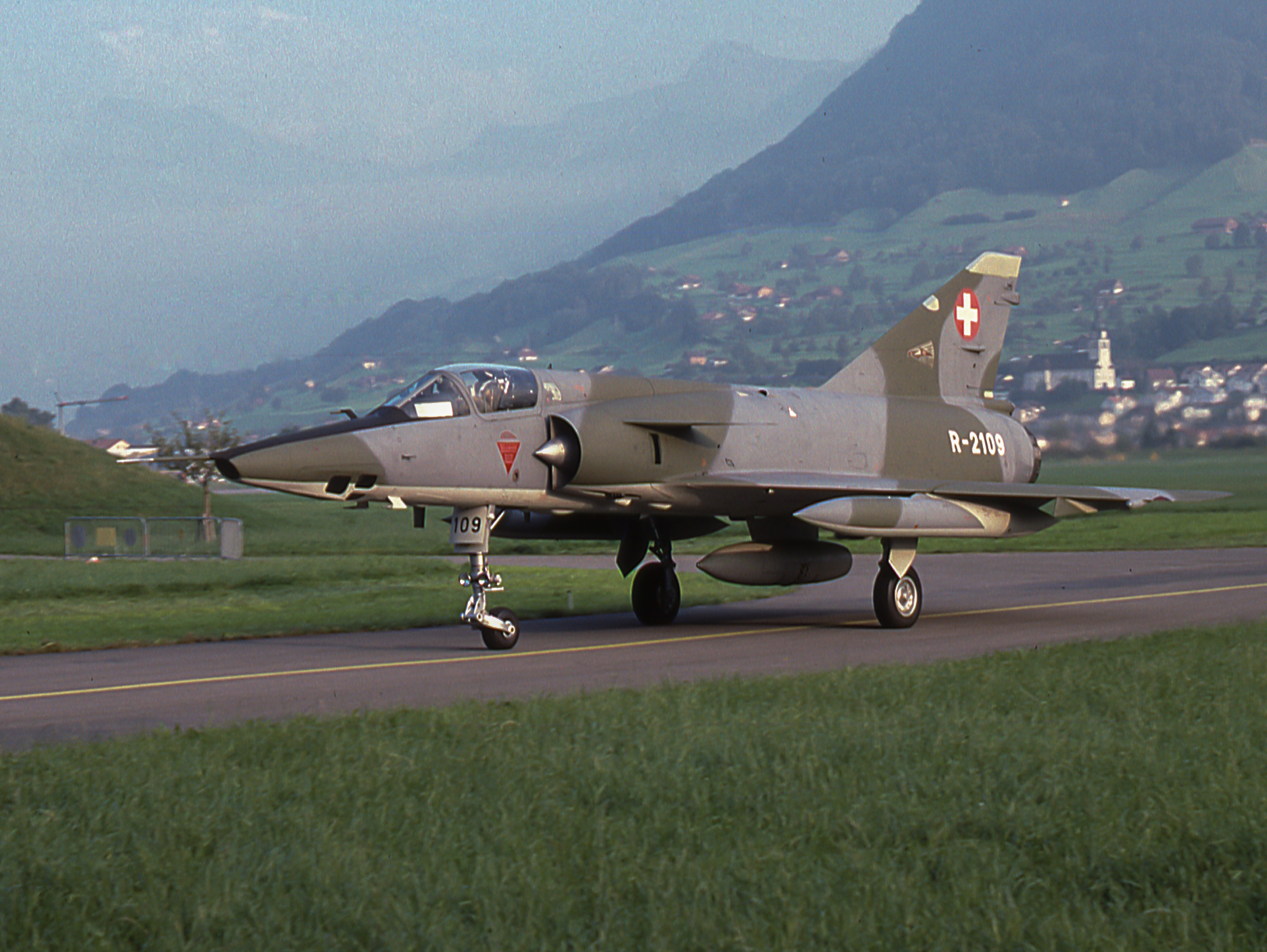
Mirage IIIRS à Buochs en 1998.

- Mirage IIIR : R = Reconnaissance, version de reconnaissance avec des caméras dans le nez
  - Mirage IIIRD : RD = Reconnaissance Doppler, version améliorée (dotée d’un radar doppler comme le III E)
  - Versions d'exportation du Mirage IIIR
    - Mirage IIIRP : pour le Pakistan
    - Mirage IIIRS : pour la Suisse
    - Mirage IIIRZ : pour l'Afrique du Sud
    - Mirage IIIR2Z : version améliorée pour l'Afrique du Sud
- Mirage 5 et Mirage 50 :

### Prototypes

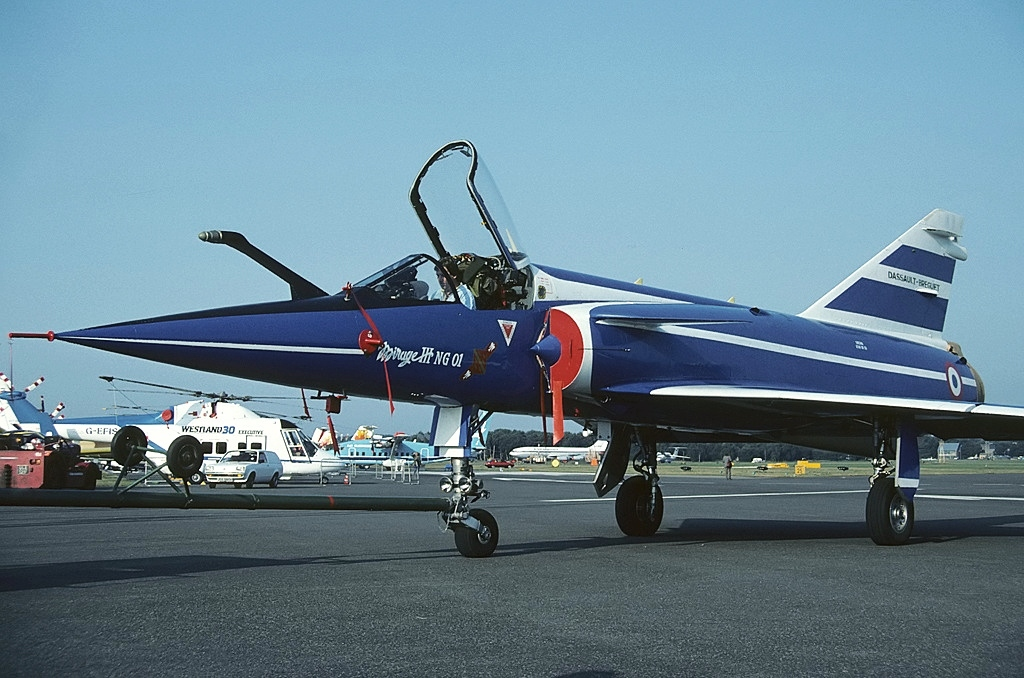
Le Mirage IIING à Farnborough (FAB/EGLF), le 2 septembre 1984.

- Mirage III NG : NG = Nouvelle Génération, avion équipé de commandes de vol électriques dérivées de celles du Mirage 2000, de plans canard fixes, d'une perche de ravitaillement en vol fixe et d'un réacteur Atar 9K50 (celui du Mirage 50 et du Mirage F1). Le premier vol eut lieu le 21 décembre 1982, mais aucun acquéreur ne se montrera intéressé. Il est présent sur le parking de l'usine Dassault à Seclin (Nord-59).
- Mirage IIIT : T = Turbofan, banc d'essai en vol du réacteur SNECMA TF104 puis TF106 (Pratt & Whitney JT10 construit sous licence) destiné au Mirage III V. Il fait son premier vol le 4 juin 1964 et est testé jusqu'en 1966.
- Dassault Balzac V  : V = Vertical, avion à décollages et atterrissages verticaux subsonique basé sur le Mirage III 001, destiné à valider la formule retenue pour le Mirage III V avant le développement des moteurs définitifs prévus pour cet avion.
- Dassault Mirage III V 01 et Mirage III V 02 : avions à décollages et atterrissages verticaux capable de voler à Mach 2.
- Mirage IIIW : Projet de Mirage III envisagé conjointement par Boeing et Dassault en vue de concurrencer le F-104 et le F-5. L'intérêt pour Boeing était de développer sa branche militaire et dans le même temps d'offrir une alternative américaine aux F-104 et F-5 pour les autres pays occidentaux. Un accord fut signé le 23 décembre 1961, et selon une plaquette de présentation, l'appareil serait désigné 'Mirage IIIW" ("W" pour Wichita, ville où se situe l'usine de Boeing au Kansas dans laquelle l'avion aurait été assemblé) et serait équipé d'un Turboréacteur "Atar" 9B (fourni sous licence par Pratt & Whitney) et d'un radar « Aïda » assemblé par Hughes. Le projet sera finalement abandonné.
- Mirage Milan : prototype proposé à la Suisse en 1972 pour renouveler son armée de l'air. Ce modèle se base initialement sur un Mirage IIIE assorti de quelques pièces du Mirage 5 et d’un nez faisant penser à celui du Mirage IIIR. Le Milan est équipé d'un nouveau moteur ATAR 9K-50 développant 6 800 Kgp ainsi que de plans canard inversés (nommés "moustaches") augmentant la maniabilité de l'avion à basse vitesse. Cela permettait également de diminuer légèrement sa vitesse de décrochage. Les moustaches pouvaient être rentrées ou sorties par le pilote.

## Équipements

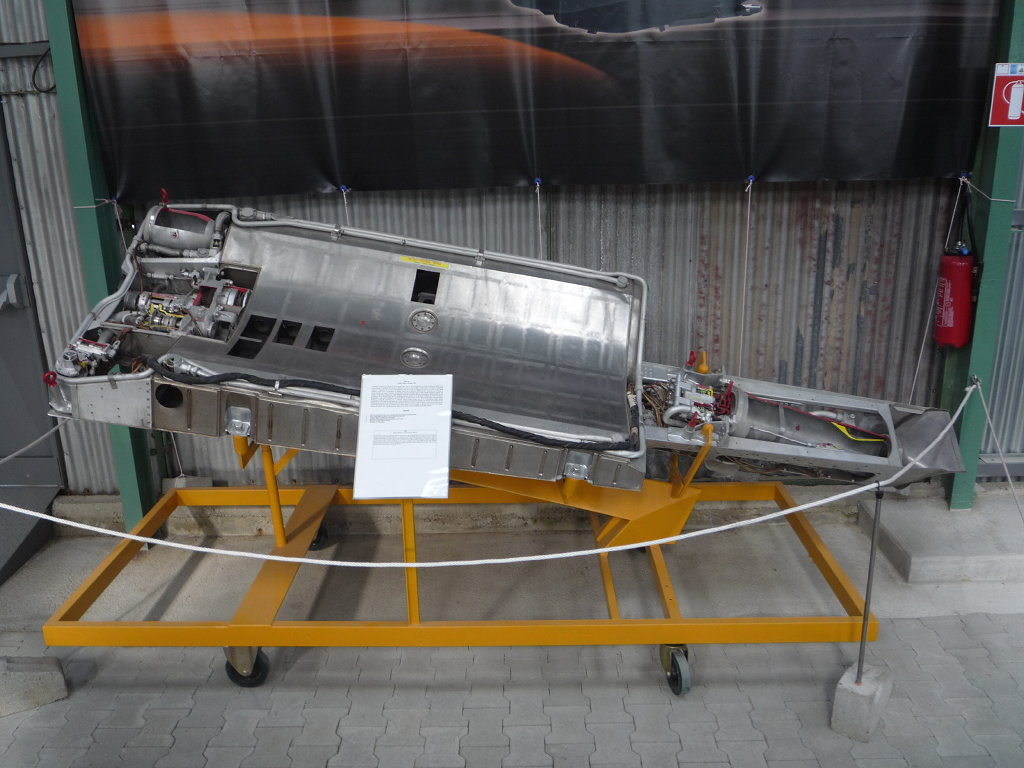
Moteur fusée SEPR 841.

Le Mirage III C avait la possibilité d'utiliser un moteur fusée SEPR 841 de 15 kN de poussée, permettant de fournir une puissance supplémentaire de 1 500 kgp pendant 80 secondes. Cette fusée était utilisée lors de la montée après le décollage, pour les missions d'interception à haute altitude (plus de 20 000 m avec un profil de vol « Zoom climb »). Installée à l'arrière sous le fuselage à l'arrière de l'avion, elle nécessitait de retirer les canons. Ceux-ci placés à l'avant, étaient remplacés par un réservoir de comburant TX (triéthylamine xélidine). Ce dernier mélangé à l’acide nitrique du réservoir du bloc fusée provoquait la combustion. Le châssis canon peut également être remplacé par un réservoir de 330 l de kérosène. Son utilisation était relativement dangereuse tant à cause des risques d'explosion ou d'incendie que de la nature des combustibles et comburants utilisés (notamment l'acide nitrique). Si la fusée n'était pas montée, ce qui était généralement le cas, l'avion recevait alors une soute arrière contenant 550 l de carburant.
La fusée SEPR 841 fut testée à partir de 1959 sur le deuxième Mirage III de série, avant d'être mise en service fin 1961.
La mise en œuvre du moteur-fusée SEPR 841 est décrite dans un épisode de la bande dessinée Tanguy et Laverdure (Escadrille des Cigognes, paru en 1964) et dans la série Les Chevaliers du ciel qui relatait les aventures des deux héros.
Un modèle SEPR 844, qui avait l'avantage de pouvoir utiliser le même kérosène que le réacteur Atar comme combustible, commença à être testé en 1962. Il fut mis en service à partir de 1967 sur les Mirage IIIE. Utilisée pour l'interception à haute altitude, le pilote était équipé d'une combinaison spéciale dite « stratosphérique » (il ressemblait à un astronaute). Tous les 3 tirs, la fusée était déposée pour entretien.
À l'avant, le châssis avec les deux canons était déposé et une soute à carburant était montée à la place. L'armement utilisé était plutôt le Matra R 530 version infrarouge monté en fuselage.

## Pertes au combat et accidents

### Pertes et dommages au combat

#### Guerre des Six Jours
Dassault Mirage III perdus ou endommagés de l'IAF durant la guerre des Six Jours du 5 au 10 juin 1967.
- 5 juin 1967 : Mirage IIICJ 101th Sqn, intercepté et abattu par deux missiles à guidage infra-rouge R-3S tiré par un MiG-21MF égyptien proche de Zagazig (Égypte), pilote éjecté et exécuté une fois au sol.
- 5 juin 1967 : Mirage IIICJ (No.42) 117th Sqn. Lors d'un combat, le Mirage abattit un MiG-21 syrien et fut endommagé par l'explosion et les débris du MiG entraînant une panne moteur durant le vol retour, proche de Ramat-David AFB (Israël), pilote éjecté.
- 5 juin 1967 : Mirage IIICJ 117th Sqn, abattu par la DCA durant une attaque sur la base aérienne de Damas, Damascus AFB (Syrie), pilote tué.
- 5 juin 1967 : Mirage IIICJ (No.16) 117th Sqn, touché avec des dommages élevés par la DCA durant une attaque sur la base aérienne de Damas, proche de la frontière israélo-syrienne, pilote éjecté au-dessus d’Israël.
- 5 juin 1967 : Mirage IIICJ 117th Sqn, endommagé par l'explosion de bombes larguée lors de l'attaque de la base aérienne égyptienne de Inchas, Inchas AFB (Égypte), Escorté par son leader, il parvient à se poser à la base de Hatzor AFB en Israël.
- 6 juin 1967 : Mirage IIICJ 119th Sqn, touché par de la DCA durant une attaque sur des bâtiments, plateau du Golan. Le pilote blessé parvient à atterrir à Ramat-David AFB en Israël.
- 7 juin 1967 : Mirage IIICJ (No.84) 101th Sqn. En interception contre un IL-28, touché et détruit par un SAM SA-2, ouest du Sinaï. Le pilote blessé parvient à atterrir à Ramat-David AFB en Israël. Pilote tué.
- 7 juin 1967 : Mirage IIICJ (No.29) 117th Sqn. Au retour d'une mission de recherche d'un pilote abattu lors de l'attaque de la base aérienne irakienne H-3 (en), il est touché par un missile à guidage infra-rouge R-3S tiré par un MiG-21 syrien. Il parvient à se poser sur la base de Megido AFB en Israël. L'avion est réparé.
- 7 juin 1967 : Mirage IIICJ (No.60) 101th Sqn. En mission d'escorte pour l'attaque Vautour sur la base irakienne H-3, il est touché et abattu par un Hawker Hunter, proche de la base aérienne irakienne H-3 (en), pilote éjecté et fait prisonnier.
- 8 juin 1967 : Mirage IIICJ (No.09) 101th Sqn, panne de carburant au retour d'un engagement contre un MiG-21 égyptien, nord du Sinaï, pilote éjecté et secouru.
- 8 juin 1967 : Mirage IIICJ 101th Sqn. Abattu par un SAM SA-2 ou de la DCA durant une attaque au sol, nord du Sinaï, pilote tué.
- 10 juin 1967 : Mirage IIICJ 119th Sqn. Abattu par de la DCA syrienne ou touché par l'explosion du camion ciblé, plateau du Golan, pilote éjecté et secouru par un hélicoptère S-58.

#### Guerre d'usure israélo-arabe 1967 - 1970
Dassault Mirage III perdus ou endommagés de l'IAF durant la guerre d'usure de juillet 1967 à août 1970.
- 15 juillet 1967 : Mirage IIICJ (No.20) 119th Sqn. Durant un combat opposant deux Mirage et huit MiG-21, il est touché par un missile R-3S, proche de la frontière israélo-syrienne. Pilote éjecté au-dessus d’Israël.
- 3 novembre 1968 : Mirage IIICJ. En interception contre des MiG-17 escorté par des MiG-21, il est touché et endommagé par un missile R-3S, région du delta du Nil, appareil réparé.
- 8 mars 1969 : Mirage IIICJ 101th Sqn. Au premier jour de la guerre d'usure quatre MiG-21PF interceptèrent deux Mirage IIICJ en patrouille le long du canal de Suez. Endommagé par l'impact d'un missile R-3S, il rejoignit la base. Un MiG fut abattu durant le combat.
- 14 avril 1969 : Mirage IIICJ (No.68) 119th Sqn. Interceptant un Su-7, deux Mirage furent engagés par quatre MiG-21PF. Un Mirage abattit un MiG-21 avec un missile AIM-9B, l'autre endommagea un second MiG-21 également avec un missile AIM-9. Un Mirage fut touché et endommagé par un missile R-3S, Sinaï (Égypte), atterrissage à Refidim AFB.
- 26 juin 1969 : Mirage IIICJ, Abattu par un missile R-3S tiré par un MiG-21FL égyptien, région de Suez.
- 20 juillet 1969 : Mirage IIICJ (No.45) 101th Sqn. Durant un combat avec un MiG-21 égyptien, il est abattu par un missile R-3S, Sinaï (Égypte), pilote éjecté et secouru.
- 20 juillet 1969 : Mirage IIICJ (No.56) 101th Sqn. Durant un combat avec un MiG-21 égyptien, il est abattu par un missile R-3S (parfois listé comme abattu par de la DCA), Sinaï (Égypte), pilote éjecté et secouru.
- 11 septembre 1969 : Mirage IIICJ (No.18) 119th Sqn. Durant un combat avec un MiG-21 égyptien, il est abattu par un missile R-3S (parfois listé comme abattu par de la DCA), Mansoura (Égypte), pilote éjecté blessé et fait prisonnier.
- 11 décembre 1969 : Mirage IIICJ (No.83) 119th Sqn. Durant un combat avec un MiG-17F syrien, qu'il abat aux canons, il est endommagé par des débris du MiG. Il parvint à se poser à Ramat David avec un moteur éteint, plateau du Golan, appareil réparé.
- 2 février 1970 : Mirage IIICJ 117th Sqn. Touché et détruit par de la DCA syrienne, Syrie, pilote tué.
- 9 février 1970 : Mirage IIICJ (No.57) 101 Sqn. Engagé par des MiG-21PF égyptien, il est abattu par un missile R-3S, nord de Suez (Égypte), pilote éjecté et fait prisonnier.
- 2 mars 1970 : Mirage IIICJ (No.70) 117 Sqn. Touché et sévèrement endommagé par de la DCA égyptienne, région de Suez (Égypte), pilote éjecté près de Refidim AFB.
- 26 juin 1970 : Mirage IIICJ (No.31) 117 Sqn. Engagé par deux MiG-21 syrien, il esquive deux missiles R-3S puis son moteur s’éteint avant de partir en vrille, plateau du Golan, pilote éjecté et fait prisonnier.
- 30 juillet 1970 : Mirage IIICJ (No.68) 119 Sqn. Durant une mission d'embuscade avec un F-4E contre des MiG soviétiques (135th IAP), il est touché par un missile R-3S, région de Suez (Égypte), Il parvient à se poser à Refidim AFB et l'appareil est réparé.

#### Troisième guerre indo-pakistanaise
Mirage III perdu par la Force aérienne pakistanaise durant la Troisième guerre indo-pakistanaise du 3 au 16 décembre 1971.
- 11 décembre 1971 : Mirage III EP, Abattu par un Folland Gnat F.Mk.1. indien, pilote tué ?

#### Guerre du Kippour
Dassault Mirage III et IAI Nesher (Dassault Mirage 5) perdus ou endommagés de l'IAF durant la guerre du Kippour du 6 au 25 octobre 1973.

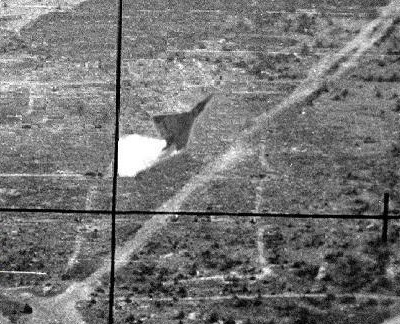
Un Mirage III abattu par un Mig-21 égyptien durant la guerre du Kippour.

- 8 octobre 1973 : IAI Nesher S (Dassault Mirage 5) (No.93) 101th Sqn, abattu par un missile à guidage infra-rouge R-3S (AA-2 Atoll) durant un combat avec un MiG-21MF égyptien, Syrie, pilote éjecté et secouru (le même pilote fut abattu et secouru le 10 octobre (No.78) et le 6 mai 1974 (No.99)).
- 8 octobre 1973 : Mirage IIICJ (No.58) 101th Sqn, abattu par un Hawker Hunter irakien, Syrie, pilote éjecté et secouru.
- 9 octobre 1973 : Mirage IIICJ (No.25) 117th Sqn, abattu par un SAM SA-3, Syrie, pilote éjecté et fait prisonnier.
- 10 octobre 1973 : Nesher (No.06) 113th Sqn, abattu par la DCA égyptienne après un combat avec un MiG-17 égyptien, Égypte, pilote éjecté et secouru.
- 10 octobre 1973 : Mirage IIICJ (No.78) 117th Sqn, abattu par la DCA syrienne, Syrie, pilote éjecté et secouru.
- 17 octobre 1973 : Mirage IIICJ (No.14) 117th Sqn, panne de carburant après un combat avec un MiG-21 syrien, au-dessus de la mer le long de la côte israélienne, pilote éjecté et secouru.
- 18 octobre 1973 : Mirage IIICJ 101th Sqn, dommage causé par l'explosion et le débris d'un MiG-17 égyptien abattu par un missile Shafrir 2 tiré d'un Nesher du 113th Sqn, Égypte, appareil réparé.
- 20 octobre 1973 : Nesher S (No.31) 101th Sqn, intercepté par un MiG-21 égyptien et abattu par un missile à guidage infra-rouge R-3S, Sinaï (Égypte), pilote éjecté et secouru.
- 21 octobre 1973 : Nesher (No.76) 101th Sqn, abattu par soit par un SAM SA-6 ou par de la DCA, Sinaï (Égypte), pilote éjecté et secouru.
- 21 octobre 1973 : 1 x Nesher, abattu par un MiG-21MF syrien.
- 22 octobre 1973 : 6 x Nesher, abattus par des MiG-21MF syriens.
- 23 octobre 1973 : 2 x Nesher, abattus par des MiG-21MF syriens.
- 26 octobre 1973 (après le cessez-le-feu) : Mirage IIICJ, abattu par un MiG-21MF syrien.

#### Avril - Juin 1974
Dassault Mirage III perdus de l'IAF d'avril à juin 1974.
- 15 avril 1974: Mirage IIICJ (No.52) 101th Sqn, abattu par un missile à guidage infra-rouge R-3S tiré par un MiG-21 syrien, au-dessus de la Syrie, pilote éjecté.
- 15 avril 1974: Mirage IIICJ, abattu par un MiG-21 syrien ?
- 19 avril 1974: Mirage IIICJ, abattu par un MiG-21MF syrien.
- 26 avril 1974: Mirage IIIRJ, abattu par un MiG-21F-13 syrien.
- 26 avril 1974: Mirage IIICJ, abattu par un MiG-21F-13 pakistanais.
- 6 mai 1974: Mirage IIICJ (No.99) 101th Sqn, abattu par un SAM (SA-3 possible) au-dessus de la Syrie, pilote éjecté et secouru.
- 4 juin 1974: Mirage IIICJ, abattu par un MiG-21MF syrien.
- 9 juin 1973: Mirage IIICJ (No.68) 117th Sqn, collision avec le sol en vol à basse altitude, Ramat-David AFB, pilote tué.

#### Guerre des Malouines
Deux Mirage IIIEA et onze IAI Dagger (Dassault Mirage 5) de la Fuerza Aérea Argentina ont été abattus lors de la guerre des Malouines entre le 1er mai et le 29 mai 1982.

##### 1ermai 1982
- Mirage IIIEA (I-015 ou I-105?, c/n / msn: 13F/3HD) du Grupo 8 de Caza, Abattu après par missile AIM-9L Sidewinder lors d'un combat avec un Sea Harrier FRS Mk 1 du No. 801 Naval Air Squadron (en (en)) (réservoirs largués), Pebble Island (Isla Borbón) (Îles Malouines), pilote éjecté et récupéré[26] ? ou tué[27] ?
- Mirage IIIEA (I-019 ou I-109?, c/n / msn: 17F/7HD) du Grupo 8, Endommagé par un Sea Harrier (No. 801 Sqn) lors du même combat (réservoirs largués), il tenta de se poser à Port Stanley (Puerto Argentino) mais fut visé par des tirs amis et abattu par un double canon DCA Oerlikon GDF-002 35 mm (GAA 601, Grupo de Artillería Antiaérea 601 (en (en))) qui tira 3 obus, Port Stanley (Îles Malouines), pilote tué
- IAI Dagger (Mirage 5) (C-433, c/n / msn: S-24) du Grupo 6 de Caza, Intercepté et abattu par un missile AIM-9L Sidewinder lors d'un combat avec un Sea Harrier FRS.1 du No. 800 Naval Air Squadron (en), Île Lively (Isla Bougainville) (Îles Malouines), pilote tué.

##### Bataille de San Carlos
- 21 mai

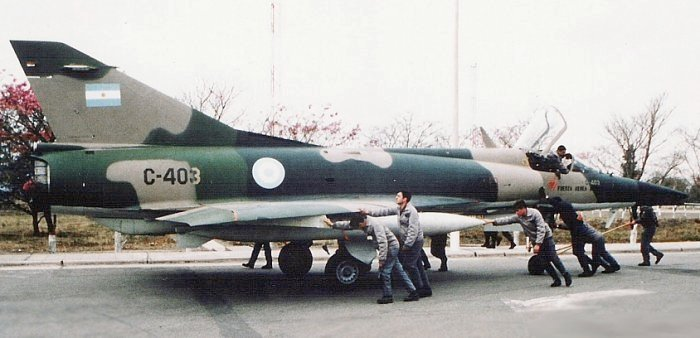
Cet IAI Dagger (C-403), pris en photo en octobre 1981, sera abattu par un Sea Harrier britannique le 21 mai 1982.

  - IAI Dagger (Mirage 5) (C-428, c/n / msn: S-31) du Grupo 6 de Caza, Probablement abattu par un missile Sea Wolf tiré par le HMS Broadsword, proche de Fanning Head au NO de la baie de San Carlos (Îles Malouines), pilote tué.
  - Dagger (C-409, c/n / msn: S-10) Grupo 6, 4 Daggers interceptés par une combat air patrol de Sea Harrier FRS.1 MK 1 du No. 800 Naval Air Squadron et abattu par un missile AIM-9L Sidewinder, proche de Teal Inlet (en) (Îles Malouines), pilote éjecté[28].
  - 3 Daggers (C-403, c/n / msn: S-16), (C-404, c/n / msn: S-12) et (C-407, c/n / msn: S-26) du Grupo 6. Interceptés par une combat air patrol de Sea Harrier du No. 801 Naval Air Squadron. Les trois furent abattus par des missiles AIM-9L Sidewinder au N de Port Howard (Grande Malouine). Les trois pilotes purent s’éjecter et au moins deux ont été récupérés.
- 23 mai
  - Dagger (C-437, c/n / msn: S-19) du Grupo 6. Intercepté au retour d'une mission par une combat air patrol de Sea Harrier FRS Mk 1 et abattu par un missile AIM-9L Sidewinder, Bahía Horseshoe, Grande Malouine[28] ou proche de Pebble Island[27], pilote tué.
- 24 mai
  - 3 Daggers (C-410, c/n / msn: S-06), (C-430, c/n / msn: S-25) et (C-419, c/n / msn: S-35) du Grupo 6. Interceptés par une combat air patrol de Sea Harrier FRS.1 du No. 800 Naval Air Squadron et abattus par des missiles AIM-9L Sidewinder, au nord de Pebble Island (Îles Malouines). Deux pilotes purent s’éjecter et être récupérés dont un le lendemain et un fut tué (C-430)[27].

##### 29 mai
- Dagger A (C-436, c/n / msn: S-29) du Grupo 6, abattu par un missile sol-air Rapier FS.B2 (T Battery du 12 Regiment Royal Artillery), détroit des Falkland[28] ou baie de San Carlos[27] (Îles Malouines), pilote tué.

### Accidents
L'Armée de l'air française a perdu 55 Mirage IIIC, détruits en vol ou accidentés et réformés, sur les 95 d’origine et sur une période d’environ 25 ans. Rapporté au nombre d'heures de vol, le taux d'attrition est de 14,5 accidents pour 100 000 heures de vol pour le Mirage IIIC. Il est de 9,1 pour l'ensemble des Mirage III français, tout type confondu. La Force aérienne royale australienne perdit 40 Mirage IIIO dans des accidents sur les 114 reçus, sur une période s’étalant de 1965 à février 1989,. Les Forces  aériennes suisses ont opéré 61 Mirage III à partir de 1964 jusqu'en 1999 pour les Mirage IIIS et 2003 pour les Mirage IIIRS et les Mirage biplace IIIBS et DS. Sept Mirage IIIS, deux IIIRS et deux IIIBS ont été perdus par accident en quelque 155 000 heures de vol, soit un taux d'attrition de 7 accidents pour 100 000 heures de vol.

#### Force aérienne argentine
- 23 mars 1976 : crash Mirage IIIEA, pilote éjecté.
- 30 mars 1979 : crash Mirage IIIDA, Pres.Derquí/Buenos Aires (BA), 2 pilotes éjectés.
- 3 octobre 1983 : crash Mirage IIIEA, Río Gallegos (SC), pilote sauf.
- 29 avril 1985 : crash Mirage IIICJ, 22 km au S Río Gallegos, pilote éjecté.
- 25 août 1987 : crash Mirage IIIEA, Gualeguaychú (ER), pilote tué.
- 29 juillet 1988 : crash Mirage IIIBJ, Río Cuarto (CD), 1 pilote tué, 1 sauf.
- 28 juin 1989 : crash Mirage IIICJ, Media Agua/Mendoza (MD).
- 9 avril 1991 : percute une antenne et se pose, Paso de Las Piedras Dock (BA), pilote sauf, avion jamais réparé.
- 6 mai 1994 : crash Mirage IIIDA, proche de BA Tandil (BA), 2 pilotes éjectés.
- 11 juin 1998 : crash Mirage 5P, proche de BA Tandil (TDL) (BA), pilote sauf.
- 1er mai 2007 : crash Mirage IIIEA, meeting aérien BA Tandil (BA), pilote tué.
- 3 juillet 2009 : crash Mirage IIIEA, Claraz (Necochea, province de Buenos Aires), pilote éjecté.

#### Royal Australian Air Force
- 6 décembre 1964 : crash dû à vrille incontrôlable Mirage IIIO(F) (A3-1), 2 km de Avalon (Victoria), pilote sérieusement blessé après éjection juste avant l’impact à 1 400 km/h.
- 29 juin 1966 : Mirage IIIO(F) (A3-28), crash dû à une panne moteur et un problème de train atterrissage, 15 nm au sud de RAAF Fairbairn (ACT), pilote éjecté.
- 3 avril 1967 : crash après un problème moteur durant des essais de postcombustion Mirage IIIO(F) (A3-46), 4 miles au NE de Darwin, pilote éjecté.
- 17 mai 1967 : crash durant un vol de conversion sur Mirage IIIO(A) (A3-77), au large de Newcastle, (Nouvelle-Galles du Sud), pilote tué.
- 18 mars 1969 : Mirage IIIO(F) (A3-37) 75 Sqn. Crash dans la mer pendant une mission d'interception de nuit à base altitude, au large de Tengah (Singapore), pilote tué.
- 6 octobre 1971 : crash dans la mer durant une mission d'entrainement locale Mirage IIIOD (A3-109), proche de RAAF Williamstown (Nouvelle-Galles du Sud), pilote tué.
- 27 avril 1972 : crash dû à une panne moteur engendrée par l'ingestion d'oiseaux juste après le décollage Mirage IIIO(A) (A3-74), 12 nm à l'est de Darwin NT, pilote éjecté.
- 4 mai 1972 : percute une colline durant un vol radar de nuit Mirage IIIO(A) (A3-85), proche de Butterworth (Penang, Malaisie), pilote tué.
- 6 juillet 1972 : crash dû à un feu déclenché par une fuite de carburant Mirage IIIO(A) (A3-98), Johor Bahru en Malaisie à 30 nm au NO de la BA de Tengah à Singapour, pilote éjecté.
- 3 août 1972 : crash dû à une panne moteur durant un vol d'essais Mirage IIIO(F) (A3-4), 3 nm au N de Avalon (Victoria), pilote éjecté.
- 3 avril 1973 : crash après des vibrations au niveau du moteur à base altitude Mirage IIIO(A) (A3-79), Gloucester (Nouvelle-Galles du Sud), pilote tué.
- 1er avril 1974 : crash à l'approche dû à un problème moteur Mirage IIIO(F) (A3-18), Butterworth (Penang, Malaisie), pilote éjecté.
- 31 octobre 1974 : endommagé durant un atterrissage train rentré Mirage IIIO(F) (A3-16), Aéroport Melbourne-Tullamarine (Victoria), jamais réparé, racheté et remis en état en 1976, il est exposé au Classic Fighter Jets Muséum à Parafield.
- 16 mars 1976 : problème de compresseur lors d'un vol en formation à base altitude Mirage IIIO(F) (A3-14), RAAF Williamstown (Nouvelle-Galles du Sud), pilote éjecté.
- 20 mai 1976 : Mirage III, Butterworth (Penang, Malaisie).
- 8 juin 1976 : Mirage IIIO(A) A3-67.
- 24 juin 1976 : Mirage IIIO(A) (A3-61).
- 6 juillet 1976 : le Mirage IIIO(A) (A3-64) atterrit sur le Mirage III (A3-26), Butterworth (Penang, Malaisie), pilote du A3-64 tué, 2 appareils détruits.
- 10 août 1976 : Mirage IIIOD (A3-114).
- 2 février 1977 : crash durant des manœuvres à basse altitude Mirage IIIO(F) (A3-50), Bulahdelah (côte nord de la Nouvelle-Galles du Sud), pilote tué.
- 5 décembre 1977 : Mirage IIIO(F) (A3-94).
- 17 février 1978 : Mirage IIIO(F) (A3-8).
- 7 août 1979 : Mirage IIIO(F) (A3-47).
- 18 février 1980 : Mirage IIIO(A) (A3-75).
- 2 mai 1980 : crash dû à un dysfonctionnement du train atterrissage durant l'ascension initiale Mirage IIIO(A), Tanilba Bay Beach, Port Stephens, 9 nm au NE de Williamstown (NSW), pilote éjecté.
- 9 septembre 1981 : crash Mirage IIIO(A), Williamtown, NSW, pilote éjecté.
- 29 mars 1981 : crash dans la mer durant un vol de nuit Mirage IIIO(F), Butterworth (Malaisie), pilote tué.
- 30 mars 1983 : Mirage IIIO(A).
- 3 août 1983 : Mirage IIIO(A).
- 9 avril 1984 : collision à base altitude entre 2 Mirage IIIO(F), Bluff Downs (Queensland), 2 pilotes tués.
- 3 mai 1984 : Mirage IIIO(A).
- 27 mai 1985 : panne, atterrissage avec dommage mineur Mirage IIIO(F), Ludmilla mudflats, 1,5 nm à l'ouest de Darwin (Territoires du Nord).
- 20 juin 1985 : impact avec la mer durant une mission d'interception, Darwin (NT), pilote tué.
- 2 mai 1986 : impact avec l'eau lors d'un entrainement au combat aérien au canon Mirage IIIO(F), Williamtown (New South Wales).
- 16 mars 1987 : extinction moteur Mirage IIIO(A), 20 nautiques à l'est de RAAF Williamtown, pilote éjecté à 2 000 pieds et 425 km/h, légèrement blessé et récupéré par un bateau de pêche.

#### Force aérienne brésilienne
- 5 septembre 1974 : crash Mirage IIIEBR (F-103E) (4920), Nova Veneza (GO), pilote éjecté.
- 2 septembre 1975 : crash Mirage IIIEBR (F-103E) (4920), à 70 km de BA Anápolis (GO), pilote éjecté.
- 20 juin 1979 : crash Mirage IIIEBR (F-103E) (4912), à environ 25 km de BA Anápolis (GO), pilote éjecté.
- 20 novembre 1980 : crash Mirage IIIDBR (F-103D), BA Anápolis (GO), 2 pilotes éjectés mais 1 pilote tué car le parachute ne s'est pas ouvert correctement.
- 18 août 1981 : crash Mirage IIIDBR (F-103D), pilote tué.
- 19 mai 1982 : crash Mirage IIIDBR (F-103D), 40 km de Natal (RN), 2 pilotes éjectés.
- 25 juillet 1984 : crash Mirage IIIDBR (F-103D), 2 pilotes éjectés.
- 27 juin 1986 : crash après le décollage Mirage IIIEBR (F-103E), 8 km de BA Anápolis (GO), pilote éjecté.
- 28 septembre 1988 : collision à l'approche par une mauvaise visibilité entre 2 Mirage IIIEBR (F-103E), Manaus (MAO) (AM), pilote blessé lors de l'atterrissage forcé et pilote éjecté et blessé.
- 29 avril 1989 : crash durant atterrissage Mirage IIIEBR (F-103E), BA Campo Grande (MS), pilote blessé.
- 15 février 1990 : crash à l'approche dû à de mauvaises conditions météo Mirage IIIDBR (F-103D), BA Anápolis (GO), pilote tué lors de la tentative d'éjection.
- 7 mars 2003 : crash juste après le décollage Dassault Mirage IIIEBR (F-103E), BA Anápolis (GO), pilote éjecté.

#### Ejercito del Aire(Espagne)
- 16 décembre 1970 : crash dû à une vrille Mirage III (CE.11-16), 2 pilotes éjectés.
- 14 décembre 1973 : Mirage IIIEE, au large de Majorque.
- 2 mai 1977 : l'appareil prit feu après un décollage avorté Mirage III (C.11-7).
- 2 mai 1977 : crash dans la mer Mirage III (C.11-20), au large de Dénia.
- 8 mai 1978 : crash Mirage III (C.11-19), Province d'Albacete, pilote éjecté.
- 7 août 1979 : crash Mirage III, Bardenas Reales, pilote éjecté.
- 19 novembre 1974 : Mirage III (C.11-14), extinction moteur et explosion lors de la tentative de rallumage, Province d'Albacete, pilote tué.
- 14 septembre 1979 : Mirage IIIC.
- 12 mai 1988 : crash après une vrille Mirage III, Gandia, pilote éjecté.
- 11 juillet 1991 : crash à l’atterrissage Mirage III, pilote sauf.
- 3 février 1992 : crash à l’atterrissage Mirage III, pilote sauf.

#### Armée de l'air française
- 21 juillet 1961 : Mirage IIIC (06). Fos-sur-Mer (Bouches-du-Rhône) à la suite d'une explosion du réacteur.
- 30 octobre 1962 : Mirage IIIC. À proximité d'Auvillars-sur-Saône, à 24 km au sud de la base de Dijon[34].
- 30 mai 1963 : Mirage IIIC. À la base aérienne Colmar-Meyenheim à la suite d'une panne moteur[34].
- 27 août 1965 : Mirage IIIB, crash près de Barr, à 20 km au sud-ouest de Strasbourg-Entzheim[34].
- 2 novembre 1965 : Mirage IIIC, crash au décollage dû à un feu moteur Mirage IIIC (40), BA Broye-les-Pesmes (LFYH) (Haute-Saône), pilote éjecté.
- 31 août 1966 : Mirage III, BA Cazaux (Gironde)[34].
- 28 novembre 1966 : Mirage III, crash lors d'un vol d'essais à Istres, pilote éjecté[34].
- 3 février 1967 : Mirage IIIC (04). Saint-Martin d'Oney (Landes). Panne réacteur.
- 13 juin 1967 : Mirage III, crash à Ambérieu-en-Bugey, pilote tué[34].
- 23 juin 1967 : Mirage IIIC (14). Chatuzange-le-Goubet (Drôme). Panne réacteur.
- 25 septembre 1967 : crash d'un Mirage IIIR. Le pilote, le capitaine Claude Saunois, est resté aux commandes de l'avion afin d'éviter que ce dernier ne s'écrase sur le petit village d'Osthoffen (Bas-Rhin). L'avion est tombé dans les vignes, où une stèle a été érigée en mémoire du pilote.
- 18 septembre 1968 : Mirage IIID (Esc Bomb 1/93), parti de la BA Istres, il s'écrase en mer, pilote éjecté et secouru par un bateau[34].
- 3 octobre 1968: deux Mirages IIIE s'écrasent sur une montagne dans la commune de Piazzole (2B); les deux pilotes sont décédés.
- 28 octobre 1968 : Mirage IIIC (03). Cause inconnue
- 3 avril 1970 : Mirage IIIE, sud de la France, pilote éjecté[34].
- février 1971 : Mirage IIIC (09). Cause inconnue.
- 5 mars 1971 : Mirage IIIC (90)[34].
- 15 avril 1971 : Mirage IIIC (66), pilote éjecté[34].
- 20 mai 1971 : Mirage IIIE[34].
- 2 février 1973 : MIRAGE III (42) près de Régny (Loire) Crash au lieu dit "le moulin". le Capitaine Guy RAZON de la base de COLMAR décédé dans l'accident ne s'est pas éjecté pour éviter que son avion ne s'écrase sur le bourg de Régny. Son sacrifice a très certainement évité de nombreuses victimes. Selon des témoins, il semblait avoir des problèmes de réacteur.
- 18 janvier 1975 : Mirage III, près de Strasbourg, pilote Libyen tué[34].
- 3 novembre 1975 : Mirage IIIC (78)[34].
- 18 mars 1976 : collision en vol entre les Mirage IIIE 622/4-AL et 623/4-AM (EC 1/4), crash près de Vaudrecourt (Haute-Marne), les pilotes des deux appareils sont tués[34].
- 5 juin 1976 : Mirage IIIC (39)[34].
- 29 novembre 1976 : Mirage IIIRD (362/33-TK), crash près d'Épagny[34].
- 2 décembre 1976 : Mirage IIIC (19)[34].
- 18 mars 1977 : crash dans une maison Mirage IIIC (018/10-SB) de l'EC 1/10, proche de Cambrai, Le pilote, Jacques Bègue, ne s'est pas éjecté car il a essayé de s'éloigner au maximum de l'aire urbaine avant l'impact, évitant ainsi certainement un plus grand nombre de victimes. Une femme dans la maison fut grièvement blessée[34].
- 3 mars 1978 : Mirage IIIRD (353), s'écrase dans une colline par temps de brouillard près de Clermont-Ferrand, le pilote est tué[34].
- 19 juillet 1978 : Mirage IIIC (91).
- 11 septembre 1978 : Mirage IIIC (60/10-RL) de l'EC 2/10, s'écrase à l'approche de la base aérienne 110 de Creil après une panne moteur, pilote éjecté[35].
- 9 avril 1979 : Mirage IIIE (583/4-BC) de l'EC 4[34].
- 22 août 1979 : Mirage IIIC (65)[34].
- 7 novembre 1979 : collision entre 2 Mirage IIIC (31 et 89), Charleville-Mézières, 1 pilote éjecté et blessé, autre pilote ?, le Mirage 89 s’écrasa sur une maison, 3 pompiers blessés lors de l'explosion de l'appareil[34].
- 24 avril 1980 : collision entre 2 Mirage IIIE (477 et (447), crash à Sennevoy-le-Bas (Yonne), les 4 pilotes sont tués[34].
- 1er juin 1981 : Mirage IIIC (56)[34].
- 24 juin 1981 : Mirage IIIC (58/10-LJ?)[34].
- 23 décembre 1981 : Mirage IIIE (3-JN/541) de l'EC 3, s'écrase près de La Marche durant de mauvaises conditions météorologiques ; pilote décédé[34].
- 17 mars 1982 : Mirage IIIE (562)[34].
- 5 novembre 1982 : Mirage IIIC (51/10-RD) de l'EC 2/10, s'écrase près de Creil après une panne moteur, pilote éjecté.
- 29 novembre 1982 : Mirage IIIE (575)[34].
- 5 avril 1983 : Mirage IIIE (618/ 4-AJ) de l'EC 4, s'écrase près de La Marche[34].
- 27 juin 1983 : crash sur des bâtiments après une collision en vol avec entre un Mirage IIIR (33-CR) et un Partenavia P.68 (D-GFPH) civil, Birkendorf/Biberach an der Riß (Allemagne), pilotes du Mirage et du Partenavia tués, 4 personnes au sol tuées et 2 blessées[34].
- 7 décembre 1983: Mirage IIIR (332), touché par un ricochet d'un ancien obus lors d'un exercice sur le champ de tir Diane de la base de Solenzara. Pilote éjecté, l'appareil s'écrase en bordure de la N198[36].
- 21 mars 1984 : Mirage IIIE (443)[34], collision de nuit avec un Jaguar, 2 pilotes éjectés.
- 27 juin 1984 : Mirage IIIE (556)[34].
- 28 juillet 1984 : Mirage III[34].
- 16 avril 1985 : Mirage IIIRD (365)[34] collision en vol avec le Mirage IIIB (264)?
- 16 avril 1985 : Mirage IIIB (264)[34] collision en vol avec le Mirage IIIRD (365)?
- 17 avril 1985 : Mirage IIIC (87)[34].
- 27 avril 1985 : Mirage IIIC[34].
- 5 mai 1987 : Mirage IIIE (431)[34], perte de contrôle, pilote décédé.
- 26 janvier 1988 : crash Mirage IIIB, proche de la Base aérienne 120 Cazaux (LFBC), 2 pilotes tués.

#### Israeli Air Force
- 24 mars 1963 : Mirage IIICJ (No.28) 101th Sqn, crash dû à un problème moteur, proche de Hatzor AFB, pilote éjecté.
- 11 septembre 1963 : Mirage IIICJ (No.17) 101th Sqn, crash dû à une explosion du moteur, Israël, pilote éjecté.
- 11 novembre 1963 : Mirage IIICJ (No.53) 101th Sqn, crash dû à une panne moteur durant l'approche après une mission de reconnaissance, proche de Hatzor AFB, pilote éjecté. L'avion, sans pilote, fit un atterrissage et fut réparé.
- 11 décembre 1963 : Mirage IIICJ (No.05) 101th Sqn, crash dû à une panne moteur, proche de Hatzor AFB, pilote éjecté.
- 21 décembre 1964 : Mirage IIICJ (No.27) 101th Sqn, crash dû à une panne de carburant après un combat avec deux Hawker Hunter jordaniens, proche de Hatzor AFB, pilote éjecté.
- 29 juin 1965 : Mirage IIICJ (No.10) 101th Sqn, crash dû à une panne moteur, Israël, pilote éjecté.
- 19 octobre 1965 : Mirage IIICJ (No.74), crash dû à un problème mécanique, Israël, pilote éjecté.
- 31 mars 1966 : Mirage IIICJ (No.72) 101th Sqn, crash dû à panne moteur et à une explosion, Israël, pilote éjecté.
- 21 août 1966 : Mirage IIICJ (No.22) 119th Sqn, crash lors d'un entraînement, Israël, pilote tué.
- 25 septembre 1967 : Mirage IIICJ (No.26) 119th Sqn, crash dû à un feu moteur, Israël, pilote éjecté.
- 2 octobre 1970 : Mirage IIICJ (No.81) 101th Sqn, crash pour raison inconnue, combat?, Israël, pilote éjecté.
- 4 mars 1971 : Mirage IIICJ (No.55) 101th Sqn, crash dû à une panne moteur durant l’atterrissage, pilote sérieusement blessé. Cet avion No.65 avait une mauvaise réputation au sein de l'IAF, il s'écrasa deux fois.
- 19 février 1973 : IAI Nesher (No.91) 101th Sqn, collision avec des oiseaux, Israël, pilote éjecté.
- 6 juin 1973 : Mirage IIICJ (No.91) 117th Sqn, collision avec le sol en vol à base altitude, situation de combat ?, Israël, pilote tué.
- 7 octobre 1973 : Mirage IIICJ (No.59) 101th Sqn, panne moteur, feu au décollage, Hatzor AFB, pilote blessé.
- 3 février 1974 : IAI Nesher No.02, panne du train atterrissage, Israël, Pilote éjecté.

#### Forces aériennes libanaises
- 11 mai 1971 : Mirage IIIBL (L-511), pilotes éjectés.

#### Force aérienne pakistanaise
- 26 juillet 1971 : Mirage III, problème de la pompe carburant, pilote éjecté[37].
- 27 juillet 1974 : Mirage III, pilote éjecté[37].
- 21 décembre 1974 : Mirage III, pilote éjecté[37].
- 3 avril 1976 : Mirage III[37].
- 8 septembre 1977 : Mirage III[37].
- 11 octobre 1977 : Mirage III[37].
- 10 avril 1978 : Mirage III[37].
- 10 août 1981 : Mirage III[37].
- 14 septembre 1981 : Mirage III[37].
- 15 mai 1982 : Mirage IIIé[37].
- 7 septembre 1982 : Mirage III[37].
- ? 1983 : 2 x Mirage IIIRP, collision en vol à haute altitude durant l'exercice annuel JetStream, au moins un pilote éjecté.
- 10 novembre 1983 : 1x Mirage IIIP? (77-201) et 1 x Mirage IIIRP, collision en vol entre deux Mirage III durant un exercice de combat aérien (DACT (en)) avec des F-16, 1 pilote éjecté (77-201) et un pilote tué.
- 29 novembre 1983 : Mirage III[37].
- 13 mars 1984 : Mirage III[37].
- 29 janvier 1985 : Mirage III[37].
- Juillet 1986 : Mirage III, crash sur l'aérodrome de Masroor, Masroor, pilote tué[37].
- 1986 ou 1987? : Mirage III, explosion d'une bombe de 750 lb, Somiani, pilote tué[37].
- 23 mars 1987 : Mirage III, collision avec des oiseaux durant la parade militaire lors de la fête nationale à Rawalpindi, Rawalpindi, pilote tué[37].
- 6 juillet 1988 : Mirage IIIDP, crash sur une usine, 2 pilotes et 13 personnes au sol tués[37].
- ? 7 juillet 1988 : Mirage IIIDP.
- 8 mars 1989 : Mirage III[37].
- 23 août 1993 : Mirage IIIDP.
- 18 mai 1992 : Mirage III[37].
- 1er novembre 1992 : Mirage III[37].
- 7 novembre 1992 : Mirage III, pilote éjecté[37].
- 3 mai 1993 : Mirage III, crash, proche de Hadeed Thana, pilotes éjectés[37].
- 23 août 1993 : Mirage III, crash juste après le décollage, proche de Masroor, pilote éjecté[37].
- 27 septembre 1993 : Mirage III[37].
- 15 ou 19 juin 1994 : Mirage III, crash, province de Sind.
- 15 janvier 1995 : Mirage III[37].
- 17 ou 19 mars 1995 : Mirage IIIEP, extinction moteur, pilote éjecté[37].
- 1er janvier 1996 : Mirage IIIDP, crash juste après le décollage dans des conditions nuageuses dû à une désorientation spatiale du pilote, Masroor, pilotes éjectés[37].
- 13 décembre 1997 : crash dû à feu déclaré durant un vol de routine, sud de Karachi, pilote mort de ces blessures[37].
- 26 octobre 1999 : Mirage IIIE, crash, proche de Masroor (Karachi), pilote éjecté.
- 12 septembre 2000 : Mirage IIIOA, crash dû à une erreur du pilote, 5 km au nord de Masroor AB (Karachi).
- 30 mai 2001 : Mirage III, crash, proche de Mianwali[37].
- 26/27 juillet 2001 : Mirage IIIOA, crash dans une montagne en retournant à la base après une mission d'entraînement de nuit, pilote tué[37].
- 12 juillet 2003 : Mirage III, crash, proche de Shorkot (province du Punjab), pilote tué.
- 16 octobre 2003 : Mirage III, crash, 3 km à l'E de l'aéroport international de Quaid-e-Azam, pilote et instructeur éjectés.
- 16 décembre 2009 : Mirage IIIOA, crash, Durrab Lake (Kallar Kahar), pilote éjecté.
- 16 janvier 2014 : crash Mirage IIIDP, Qadirabad (district de Mandi Bahauddin, Punjab), 2 pilotes tués[38].

#### Forces aériennes suisses
- 3 avril 1969 : crash dû à un problème moteur, Mirage IIIBS (U-2002), Lac des Quatre-Cantons. En raison de problèmes moteur, l'instructeur de vol décida de se poser à la base aérienne de Buochs (LSMU). Durant la phase d'approche, l'équipage perdit complètement le moteur et s'éjecta. L'instructeur de vol se posa sans encombre mais l’élève-pilote, trop bas lors de l'éjection, se noya dans le lac.
- 27 août 1970 : crash dû à une panne carburant Mirage IIIS (J-2328), Orzens (Vaud), pilote (Hans-Ulrich Jost) éjecté.
- 23 octobre 1974 : collision avec des mouettes durant l'ascension initiale depuis la Base aérienne Payerne (Vaud), Mirage IIIS (J-2307), pilote éjecté sérieusement blessé.
- 24 mars 1977 : collision en vol entre un Mirage IIIBS (U-2003) et un Mirage IIIS (J-3210) durant le survol de la base, Base aérienne Payerne (Vaud), 3 pilotes éjectés.
- 23 mars 1981 : collision avec le terrain et explosion, Mirage IIIS (J-2316), St. Stephan (Oberland bernois), pilote tué.
- 21 mai 1981 : collision entre un Mirage IIIS (J-2323) et un F-5E Tiger II (J-3013), s'écrase à Zweisimmen (Oberland bernois), pilotes des deux appareils éjectés et légèrement blessés. le Mirage s'écrasa sur une maison ce qui tua une personne et en blessa deux autres. Le F-5 s'écrasa dans la montagne.
- 18 novembre 1981 : collision en vol entre un Mirage IIIS (J-2320) et un F-5E Tiger II (J-3018) durant une mission d’entrainement, s'écrase près de Moutier (Jura bernois), pilotes des deux appareils éjectés et blessés.
- 21 février 1994 : crash après une vrille incontrôlable, Mirage IIIS (J-2336), s'écrase près de Gsteig bei Gstaad (Oberland bernois), pilote éjecté légèrement blessé.
- 11 juillet 1994 : casse d'une aube de turbine durant un vol de reconnaissance, Mirage IIIRS (R-2105), Valais, atterrissage à la base aérienne de Sion (LSMS).
- 25 juin 1995 : collision en vol entre un Mirage IIIRS (R-2104) et un planeur ASK-23B (HB-1867), les deux appareils purent se poser, Grenchenberg (Soleure), dommage mineur, appareil réparé.
- 20 mars 1997 : crash lors d'un entrainement de reconnaissance à base altitude par mauvais temps, Mirage IIIRS, à 1 km au nord de Ste-Croix (Jura vaudois), pilote tué.
- 24 juillet 1998 : collision en vol entre un Mirage IIIRS (R-2114) et un F/A-18C (J-5004), au-dessus de Romont (Fribourg). Le Mirage perdit son nez au contact de l'empennage du F/A-18, les deux appareils purent se poser à Payerne et furent réparés.

#### Aviation nationale du Venezuela
- 19 octobre 1990 : crash Mirage IIIEV, province Anzoategui, pilote éjecté.

## Origine du nom
Le choix du nom « Mirage » est attribué à Marcel Dassault lui-même. Dans son livre "Le talisman" il explique « Mon avion Mirage III, du fait de ses qualités d’attaque et d’évasive, disposant des qualités nécessaires pour échapper dans la majorité des cas aux coups de l'adversaire, je l'ai appelé "Mirage". Le Mirage est aussi invulnérable aux coups de l’adversaire que le mirage est insaisissable pour le voyageur du désert ».

## Culture populaire
Le Mirage III apparaît dans de nombreux épisodes de la bande dessinée Les Aventures de Tanguy et Laverdure, où il est l'avion piloté par les deux héros.
Plusieurs épisodes se déroulent à l'escadron de chasse 1/2 Cigognes à la base aérienne 102 de Dijon sur Mirage III C, avec parfois un peu de Mirage III B du 2/2 Côte-d'Or.
Dans le double-album Canon bleu ne répond plus et Cap zéro, Tanguy et Laverdure vont tester dans l'arctique (Groenland), le nouveau Mirage III E.
Il apparaît également dans les adaptations télévisées tirées de la bande dessinée, en particulier dans la série Les Chevaliers du Ciel diffusé de 1967 à 1969. Dans l'épisode 3 de la série 3, Tanguy fait des essais du Mirage G à géométrie variable.
Il apparaît également dans l'épisode Vista Diaboli de la série Les Nouveaux Chevaliers du ciel diffusé en 1988 où apparaissent des Mirage IIIS des Forces aériennes suisses.
Il est possible d'utiliser différentes versions du Mirage III dans les jeux Wargame: AirLand Battle et Wargame: Red Dragon.
Dans le jeu War Thunder, le Mirage est présent dans la version Mirage III C et Mirage III E. Il y a également le Mirage IIICJ qui est une version d'exportation proposé à Israël. Un camouflage est aussi disponible, Mirage 3 EV pour l'armée Vénézuélienne. Il existe également le Mirage Milan (Mirage IIIE prototype avec des "moustaches" rétractables proposé a la Suisse) qui est jouable depuis la mise a jour "Danger Zone".  

## Les exploits en Mirage III
- Le 26 août 1959, c'est aux commandes d'un Mirage III que l'aviatrice française Jacqueline Auriol va devenir la première femme à voler à une vitesse deux fois supérieure à celle du son, soit 680,58 m/s. [40]
- En juin 1967, un Mirage IIIE de la 2ème escadrille de Dijon a intercepté un Lockheed U-2 de l’USAF alors que celui survolait illégalement le territoire français.

### Développement lié
- Dassault Mirage 5

### Aéronefs comparables
- Convair F-102 Delta Dagger
- Convair F-106 Delta Dart
- Mikoyan-Gurevich MiG-21/Chengdu J-7
- Saab 35 Draken

### Ordre de désignation
- Mirage III - Mirage IV - Mirage 5 - Mirage F1 - Mirage G/G4/G8 - Mirage 2000 - Mirage 4000

### Variantes
- Atlas Cheetah
- IAI Kfir